# Buffet d'orgue
Pour les articles homonymes, voir Buffet.
Le buffet d'orgue est la partie visible de l'orgue. Il est la structure de menuiserie dans laquelle sont placés les tuyaux et les sommiers de l'orgue.
Le buffet sert à cacher et à protéger l'intérieur de l'orgue, mais il fait aussi fonction de porte-voix et de résonateur.

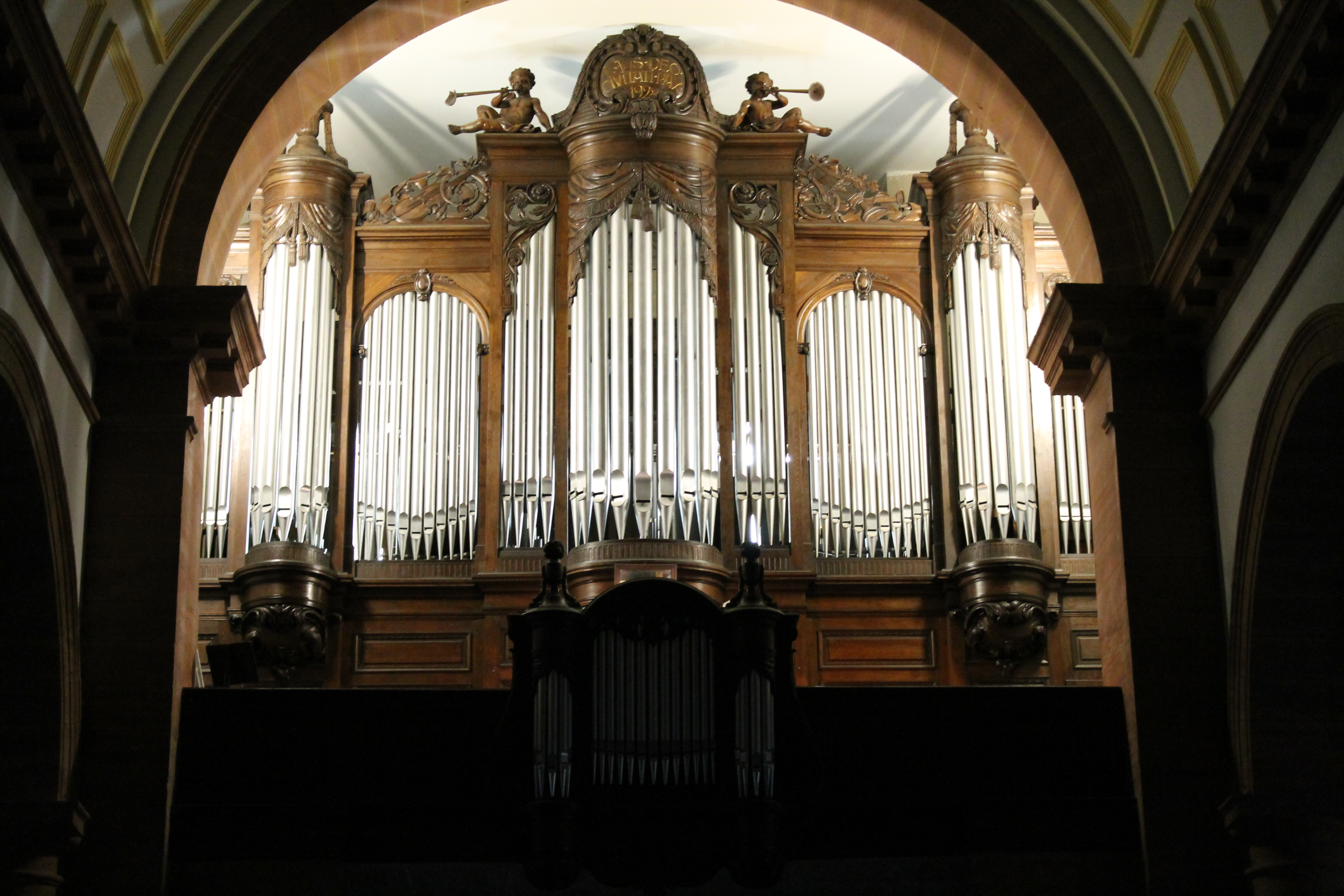
Buffet du grand orgue de l'église Saint-Luc de Raon-l'Étape.

Il est souvent, dans les anciens instruments, une œuvre d’ébénisterie très travaillée témoignant du style de son époque et du lieu de son implantation, alternant parties de menuiserie richement sculptées et espaces occupés par les tuyaux de façade disposés en plate-faces ou sur des tourelles. Dès lors, le buffet de l'orgue devient une œuvre à part entière. Il est souvent dessiné par un architecte.
Pour de multiples raisons, historiques, musicales et esthétiques, très souvent, sauf destruction ou incendie, le buffet lui-même a une durée de vie plus longue que la partie instrumentale. Ainsi, un même buffet pourra traverser les siècles et contenir plusieurs compositions, comme une instrumentation baroque, puis classique, puis romantique, voire néo-classique. Aussi n'y a-t-il rien d'étonnant de trouver bon nombre d'instruments présentant de splendides buffets richement décorés, agrémentés de sculptures parfois monumentales, mais contenant un instrument anachronique, sans rapport avec l'esthétique du buffet.
Dans la facture moderne, le buffet est souvent assez dépouillé et va même parfois jusqu’à disparaître durant quelques décennies, des années 1930 à 1960. La fin du XXe et le début du XXIe siècle marquent un renouveau dans la manière de concevoir le buffet d'orgue. Les concepteurs des buffets d'orgue donnent à celui-ci des formes en adéquation avec les tendances de l'architecture moderne, à l'exemple du buffet en forme de main conçu par Detlef Kleuker en 1978 pour l'Alpe-d'Huez, ou bien le buffet « éclaté » dessiné par l'architecte Frank Gehry et construit en 2003 par Manuel Rosales et Glatter-Götz pour l'orgue du Walt Disney Concert Hall. Cette nouvelle architecture moderne se place aussi dans des lieux plus anciens, comme l'orgue futuriste en forme de vaisseau spatial conçu et construit en 2006 par Bruno Decaris pour la cathédrale Notre-Dame d'Évreux, construite au XIe siècle, ou bien encore l'orgue lumineux construit en 2011 par la manufacture d'orgue Thomas pour la cathédrale Notre-Dame-Immaculée de Monaco, construite en 1875. Cependant, des orgues neufs sont encore construits dans le style de l'époque, comme le nouvel orgue Dominique Thomas de l’église Saint-Vincent à Ciboure.
Les tailles des buffets sont aussi très différentes d'un orgue à l'autre. Dans la grande majorité des cas, le jeu de montre de huit « pieds de Roy », soit 2,64 mètres, est celui qui se trouve en façade, ce qui conduit donc à avoir une façade d'au moins 2,70 mètres de haut (hauteur du premier tuyaux), sans compter le soubassement. Mais dans des instruments plus petits, la montre de huit pieds peut être remplacée par une de quatre pieds de Roy, d'1,32 mètre, ce qui implique alors une hauteur d'au moins 1,40 mètre. Il existe aussi des tuyaux de montre d'un pied de Roy, soit 33 centimètres, notamment pour les buffets d'orgues d'Aristide Cavaillé Coll (organier), et des tuyaux de montre de 2 pieds de Roy, soit 66 centimètres. À l'inverse, des instruments majestueux peuvent avoir pour jeux de façade une montre de 16 pieds de Roy, soit 5,28 mètres ; ainsi leur hauteur minimum est de presque 5,35 mètres, ce qui est le cas du grand orgue de l'église Saint-Eustache à Paris. La taille du buffet doit être également suffisante pour pouvoir abriter tous les tuyaux de l'orgue, dont certains comme des jeux de 32 pieds font presque 10,56 mètres de haut (il n'y a pas de tuyau d'orgue d'une hauteur de 10,56 mètres, soit 32 pieds de Roy ; cela n'existe pas dans la Facture d'orgue française), la hauteur maximale du buffet du Positi de dos étant de 2,70 mètres, soit 8,55 pieds de Roy en vue de face, et la hauteur maximale du buffet du Grand Orgue en vue de face étant de 7,50 mètres, soit 23,75 pieds de Roy, tous deux étant réalisés en chêne massif. Très souvent, pour garder une esthétique symétrique, certains tuyaux de façades peuvent être muets c'est-à-dire postiches.

## Évolution historique

### Antiquité et Moyen Âge

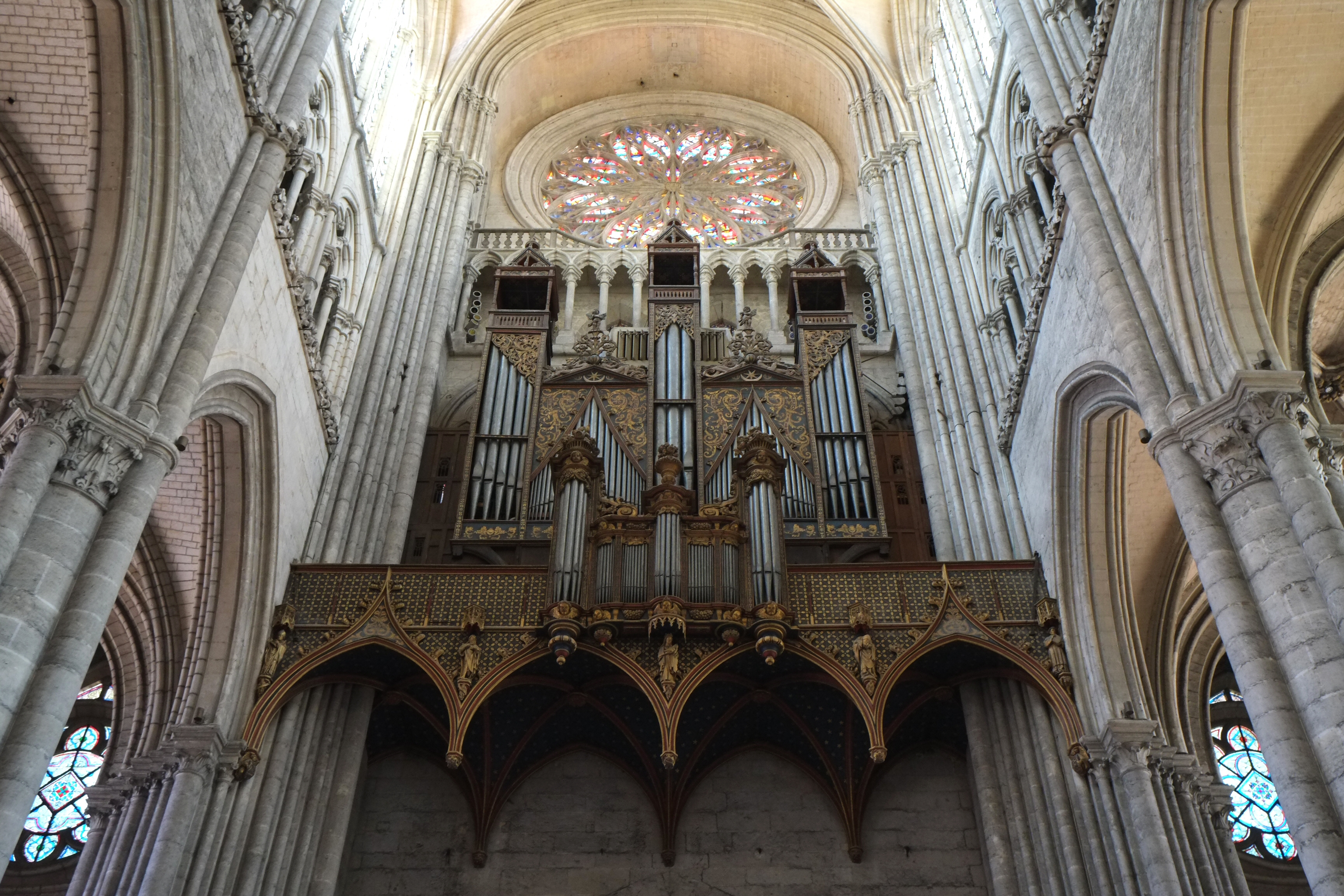
Grandes orgues de la cathédrale Notre-Dame d'Amiens (1429-1431).

L'aspect décoratif de l'hydraule, ancêtre des orgues actuels, n'était pas négligé d'après les représentations qui nous sont parvenues. Les contemporains présents à la Cour de Constantinople relatent également des orgues recouverts de métal précieux et pierres précieuses.
Après la réintroduction de l'orgue en Occident et son utilisation dans les monastères et paroisses, l'instrument est monté en tribune. La protection de la tuyauterie s'effectue alors par une tenture abaissable ou courtine, comme le rapporte Théophile.
Au XIIe siècle, apparaît l'orgue portatif.
Vers le milieu du XIIIe siècle, l'orgue de chœur s'agrandit et se sépare des chanteurs pour prendre place seul dans les hauteurs sur un « pupitre » en encorbellement ou en tribune. Le coffre porteur de rideaux du « grand orgue » se transforma pour devenir le « buffet ».
Au XIVe siècle, il est fait mention d'orgues comme celui de la cathédrale Saint-Pierre-et-Saint-Paul de Troyes (1365).
À la fin du Moyen Âge, des buffets d'orgue sont construits en bois, les plus anciens qui nous sont parvenus en partie ou en totalité datent du XVe siècle.

### Buffets à la Renaissance
Les premiers buffets en bois comprennent une simple plate-face que les tuyaux en métal animeront. Le bois peut être peint ou doré. Les plus anciens exemplaires conservés datent du XVe siècle.
Au XVIe siècle vont apparaître les tourelles, d'abord sur le même plan que le reste de la façade, elles vont progressivement créer une avancée. Dans un premier temps leur forme sera celle dite en tiers-point.

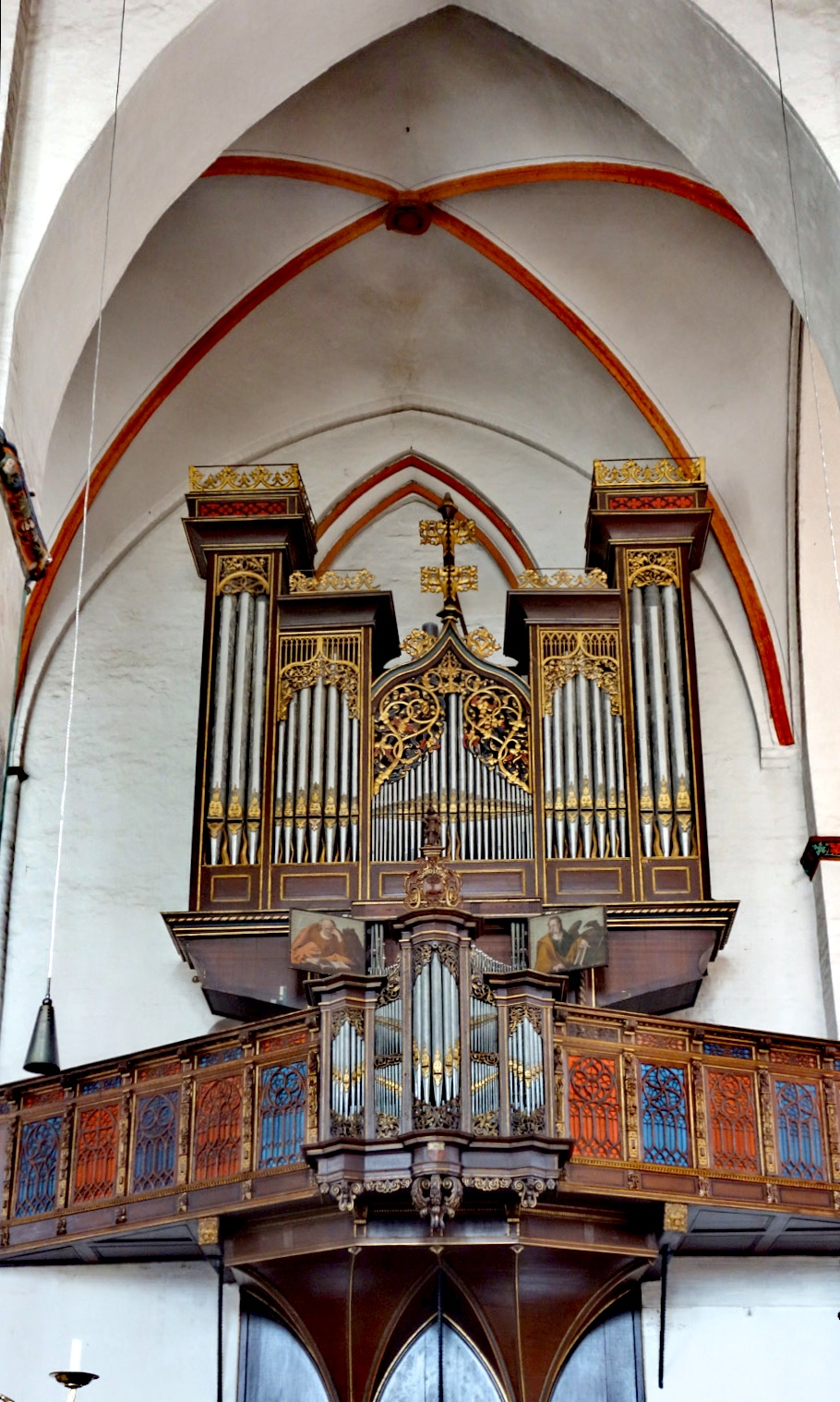
Église Saint-Jacques, 1504, Lübeck, Allemagne.
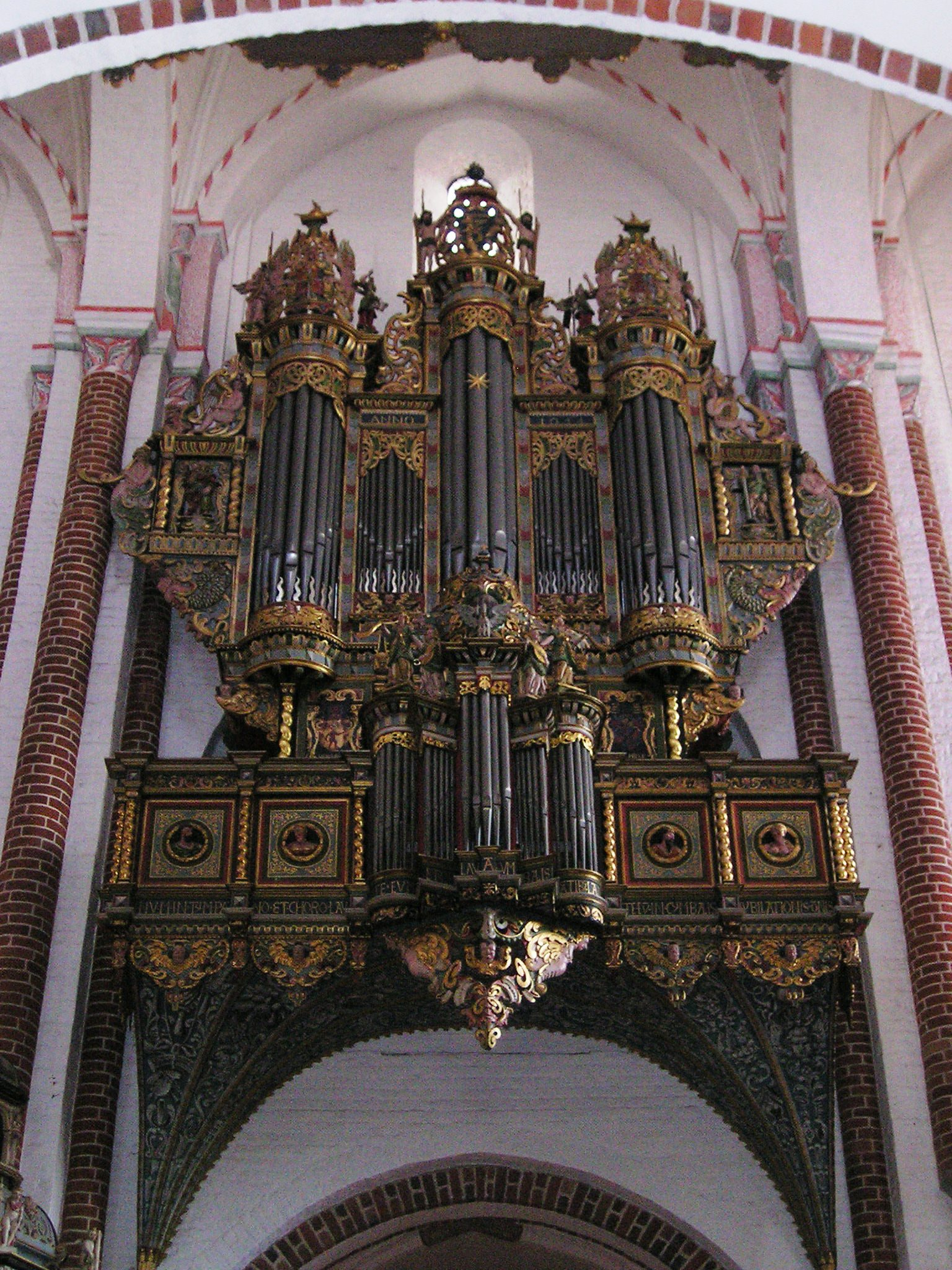
Cathédrale de Roskilde, Hermean Raphaelis, 1554, Danemark.
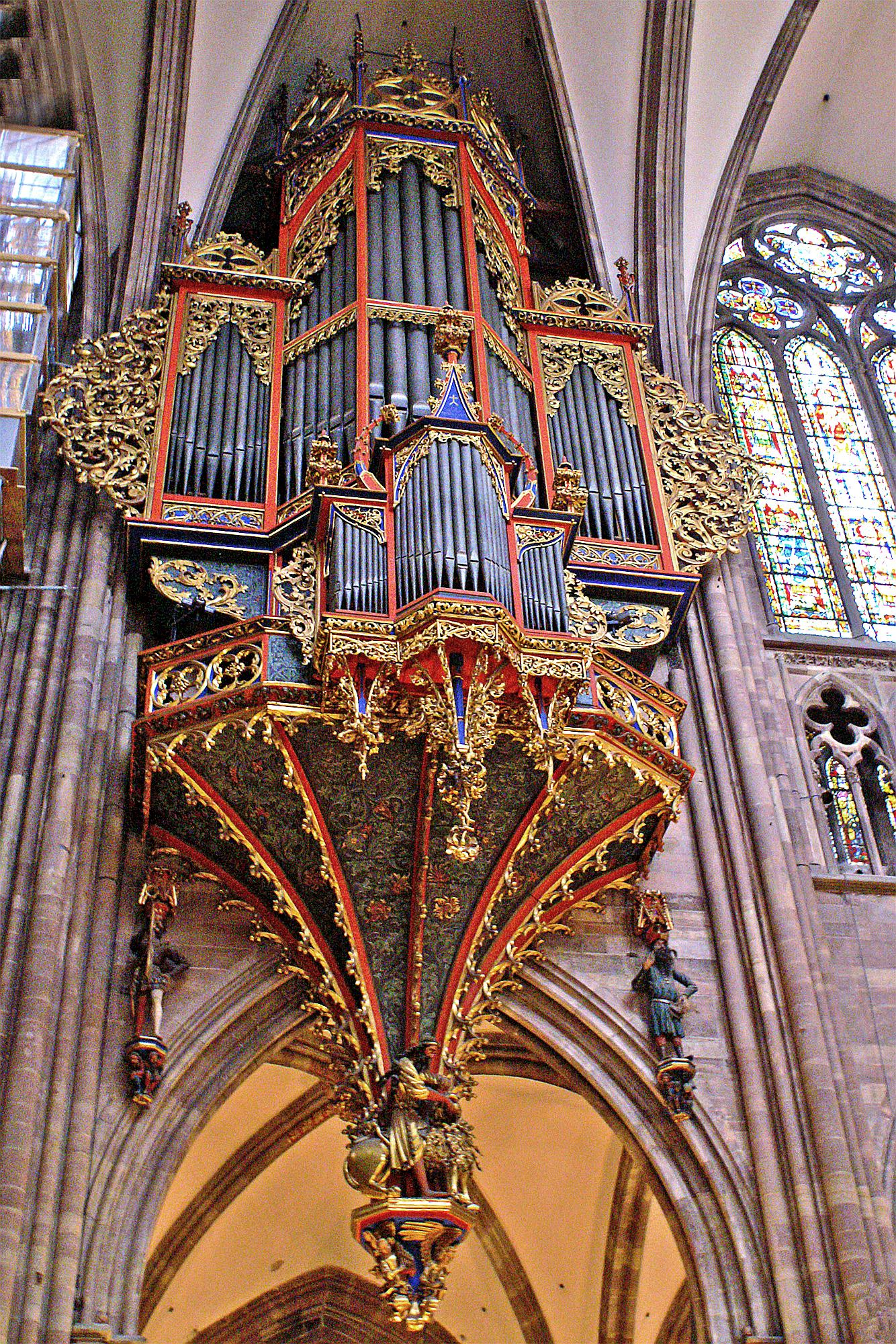
Cathédrale Notre-Dame, 1489, Strasbourg, France.
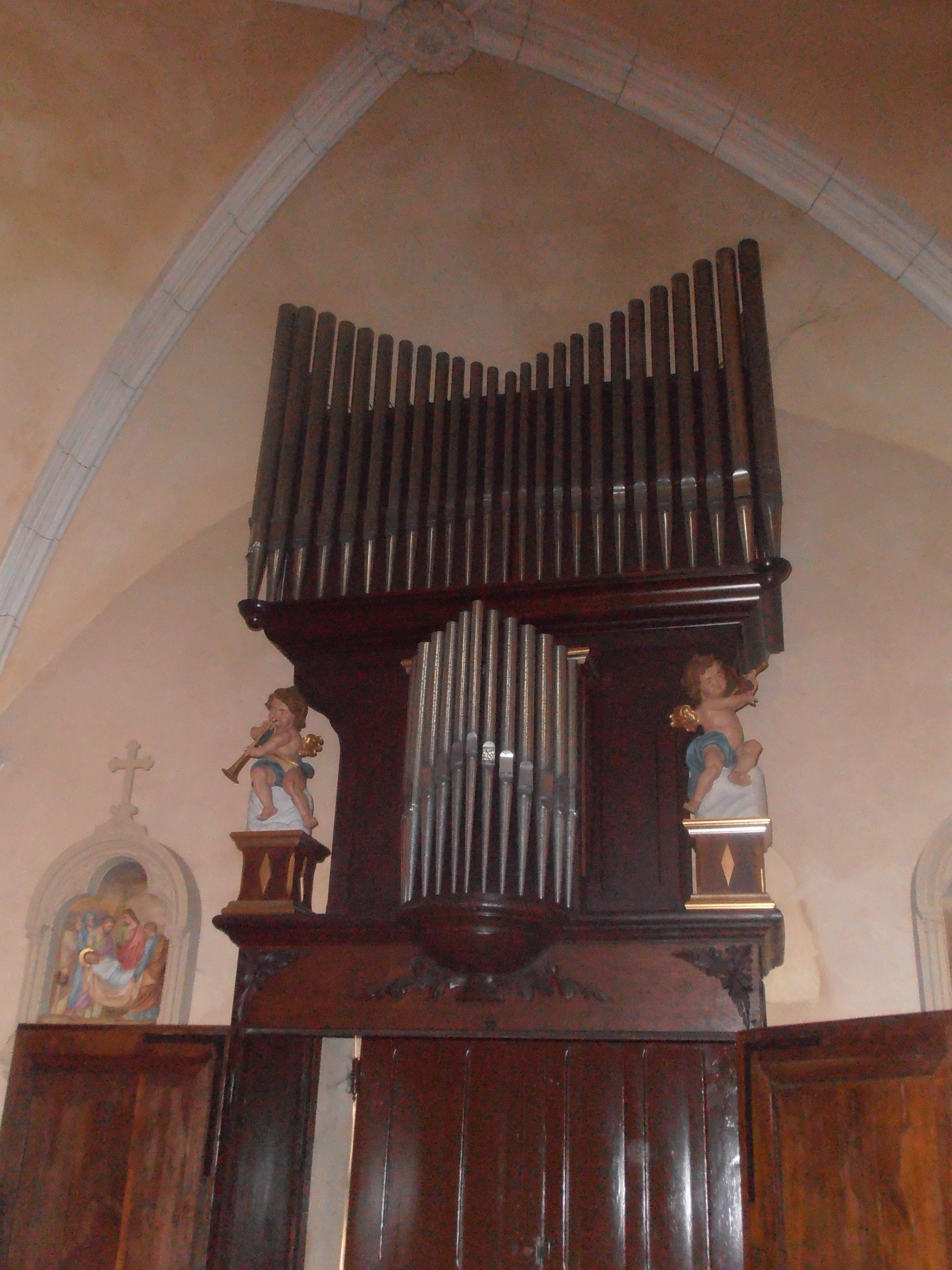
Orgue du facteur Alexandre des Oliviers, 1526, Cézy, France.
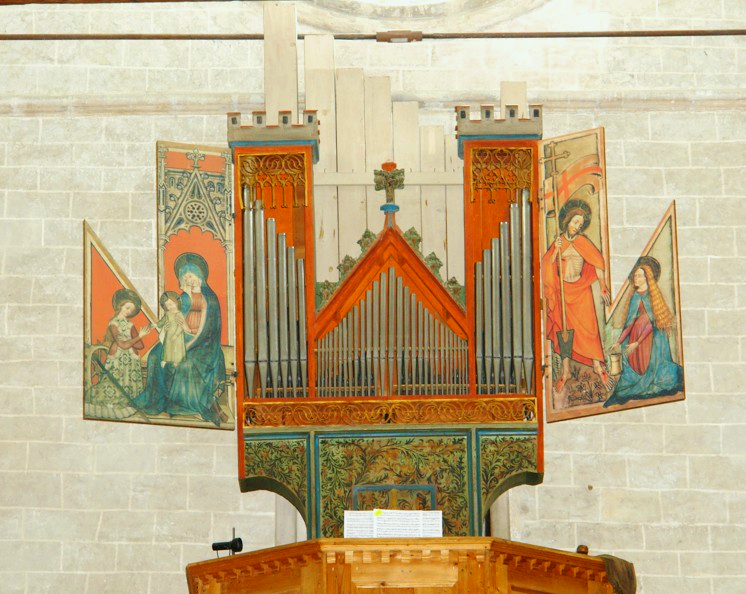
Basilique de Valère, vers 1430, Sion, Suisse.

### Buffets auXVIIesiècle
Les tourelles arrondies vont rythmer l'espace en alternant avec les plate-faces. Les buffets peuvent être composés de meubles distincts représentant les différents plans sonores de l'instrument. Par exemple, un meuble de taille plus réduite, le positif (de dos), se voit placé en bord de tribune tandis que le meuble principal est en retrait. La décoration joue sur l'alternance des formes, les sculptures et les encorbellements. La terminologie des buffets emprunte à celle de l'architecture.

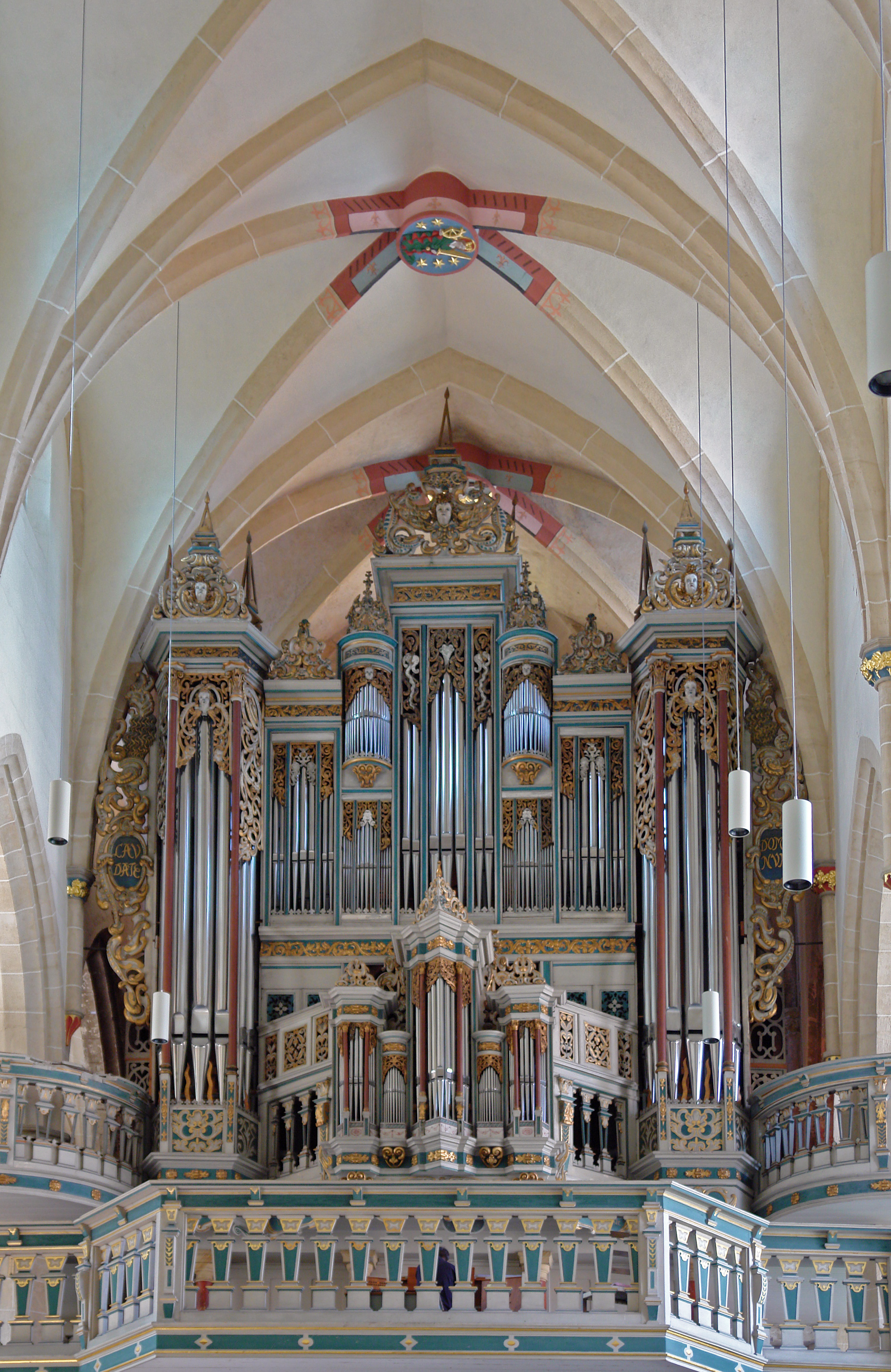
Erfurt (Allemagne), église des Prédicateurs.
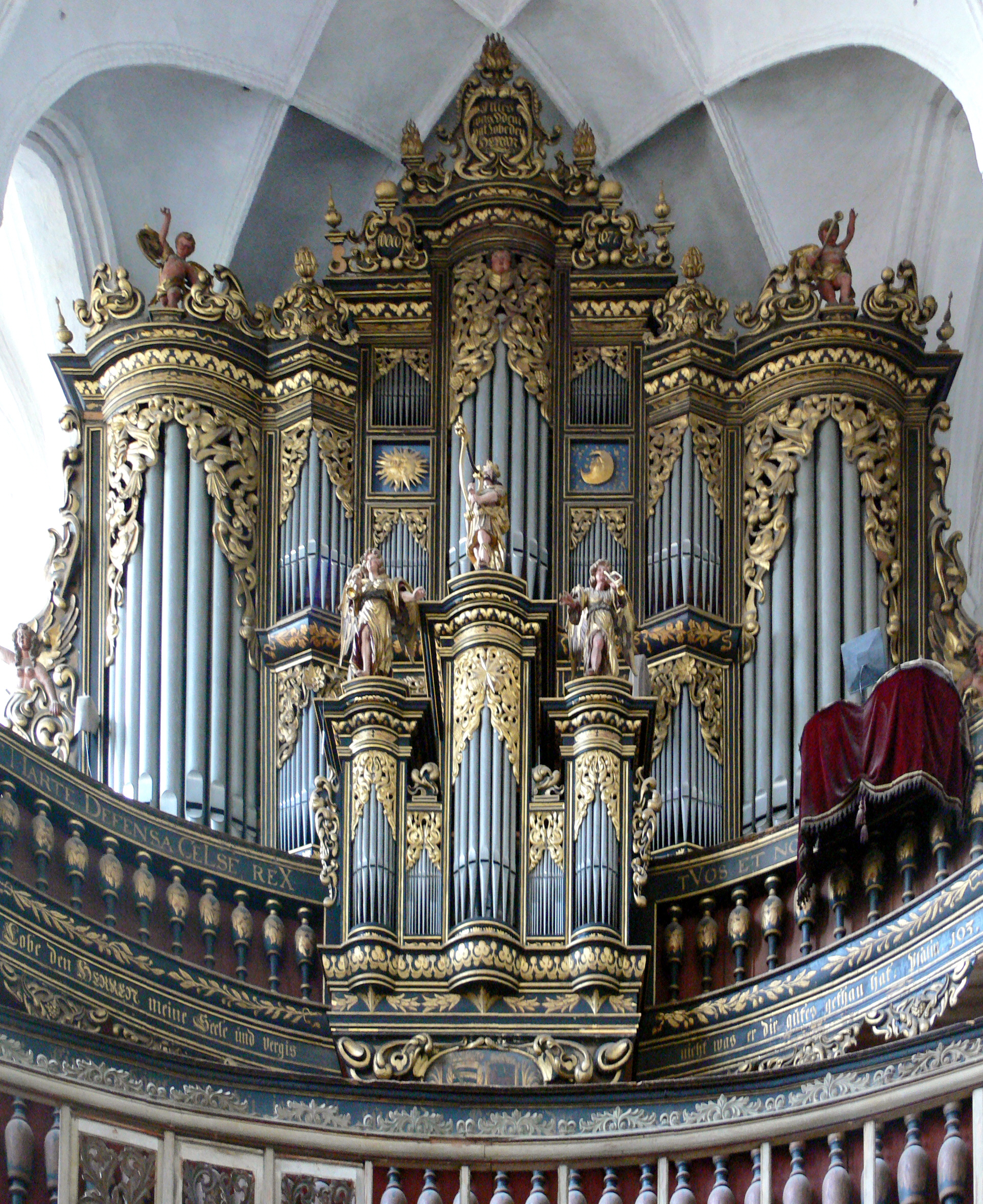
Luckau (Allemagne), Nikolaikirche, 1672.
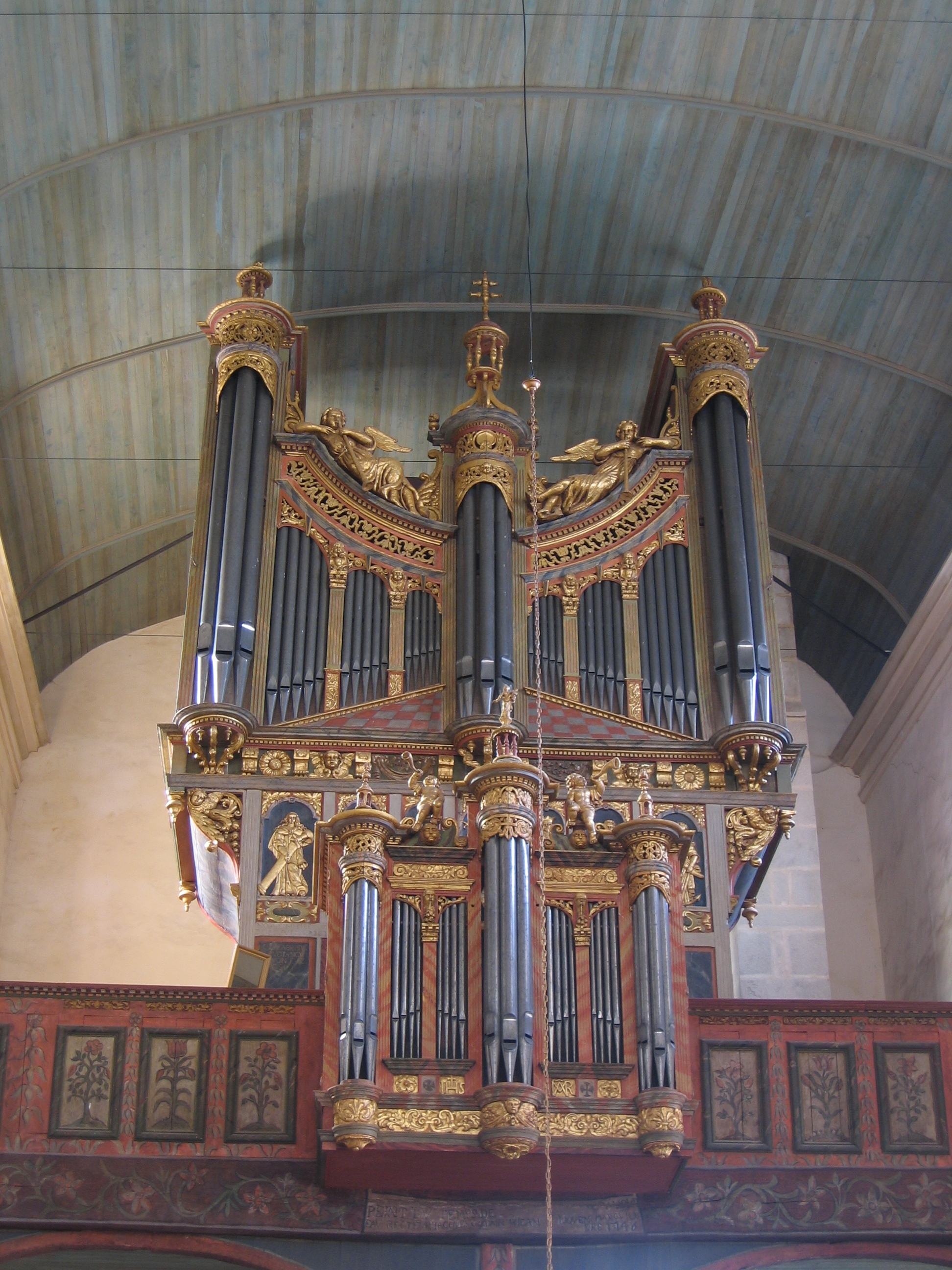
Saint-Thégonnec (France), église Notre-Dame.
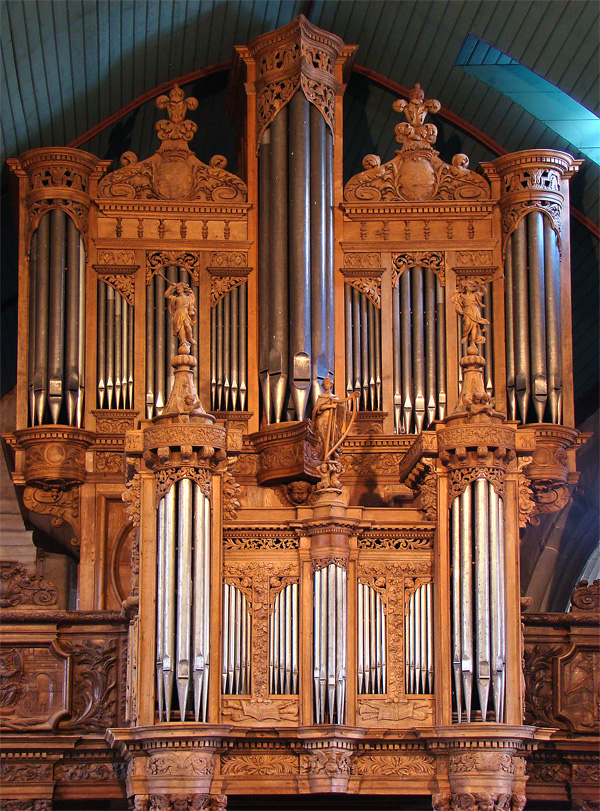
Guimiliau, (France), église Saint-Miliau, facteur Thomas Dallam.
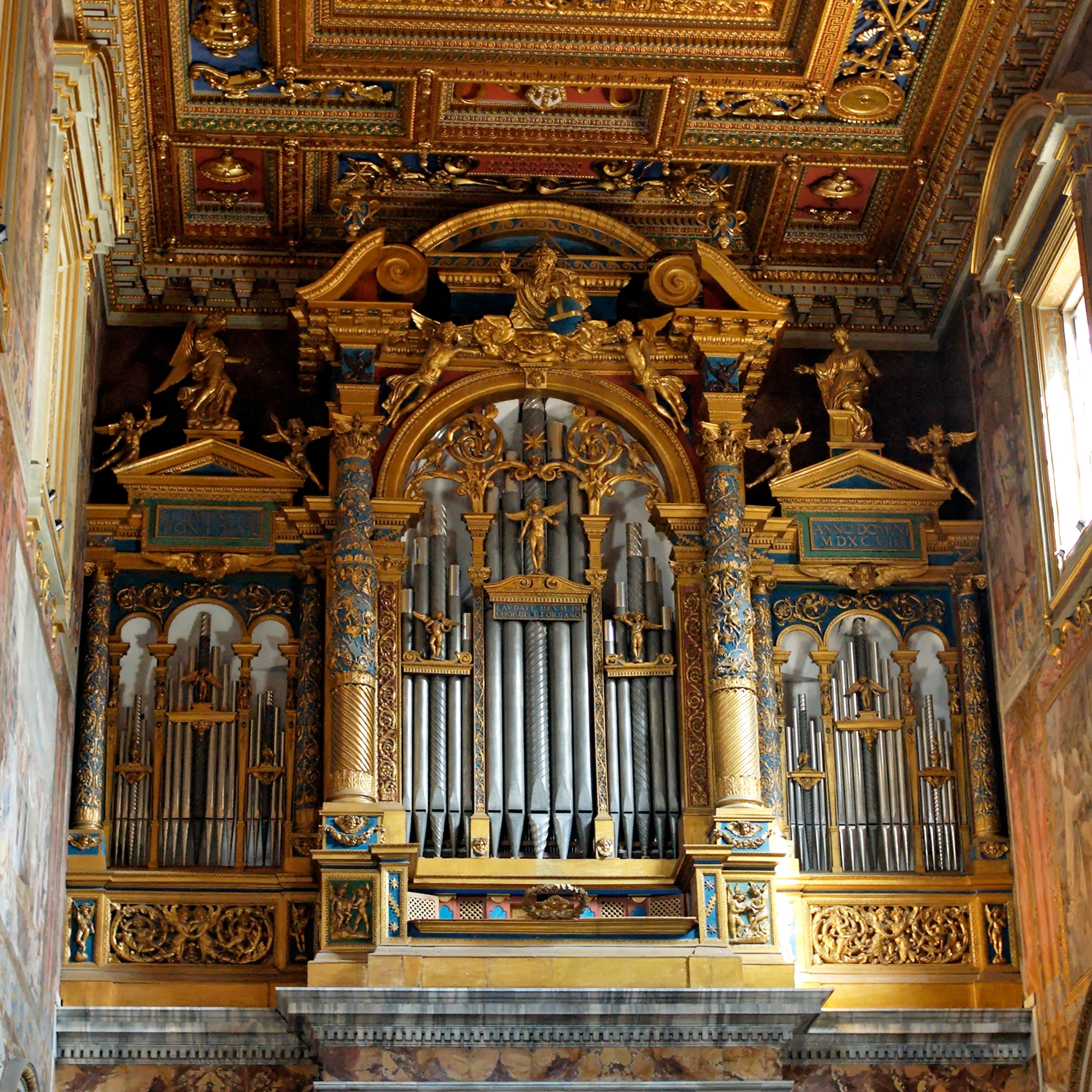
Rome, Basilique Saint-Jean-de-Latran.
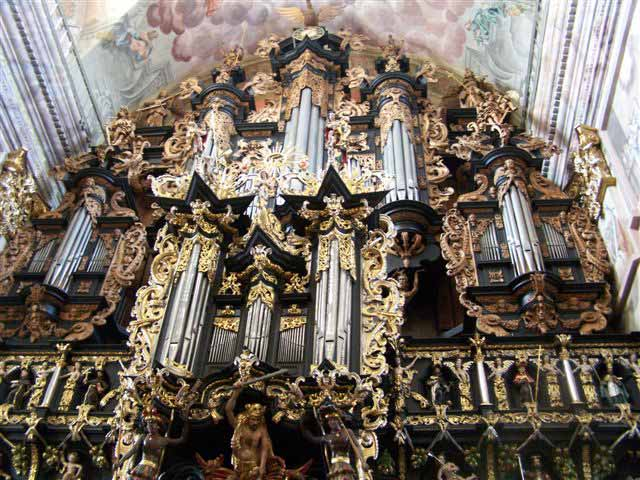
Leżajsk (Pologne), basilique, 1680.

### Buffets auXVIIIesiècle
Les styles rococo et classique se retrouvent dans les plans et décoration des buffets. Les possibilités techniques et l'étendue des claviers augmentée imposent également un agrandissement des buffets plus anciens, par exemple avec l'ajout de tourelles latérales.

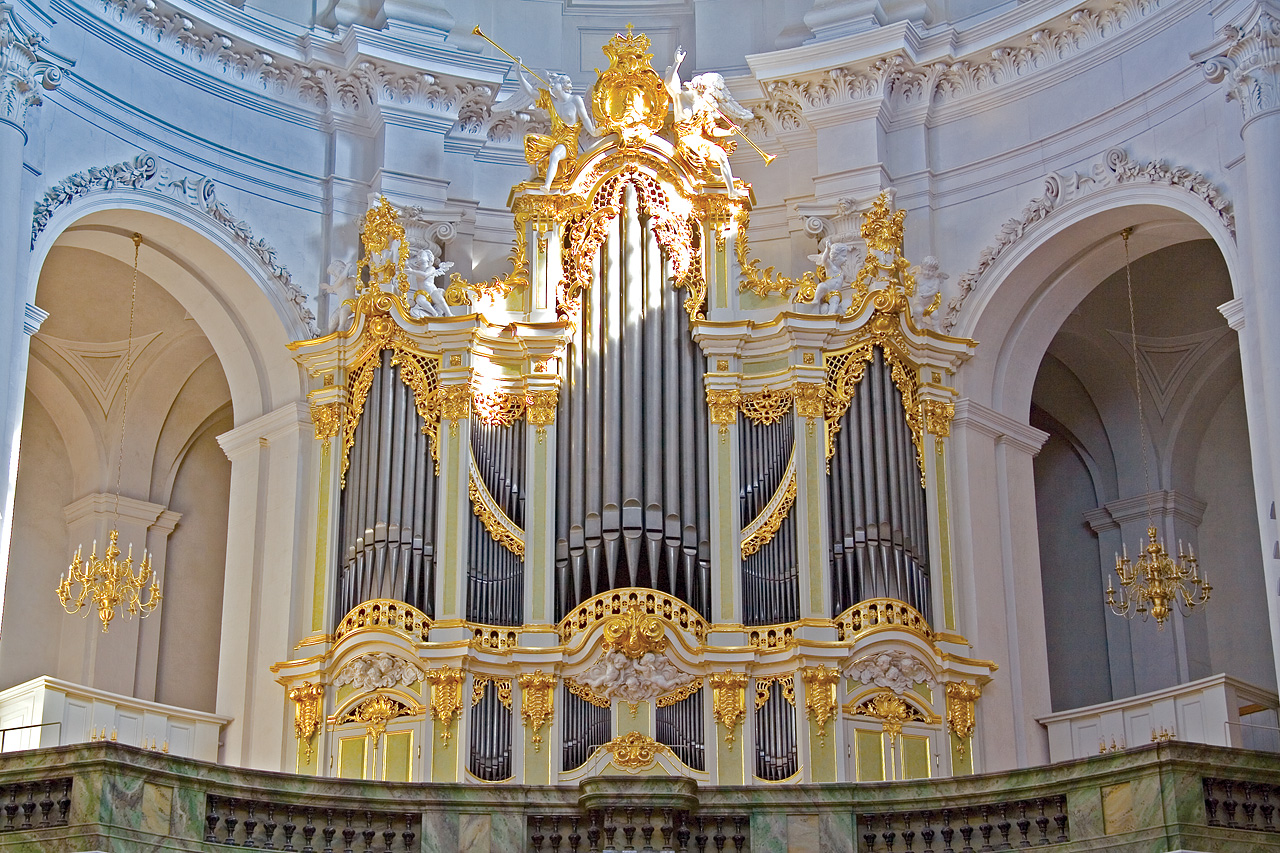
Dresde (Allemagne), Cathédrale de la Sainte-Trinité, Johann Gottfried Silbermann, 1755.
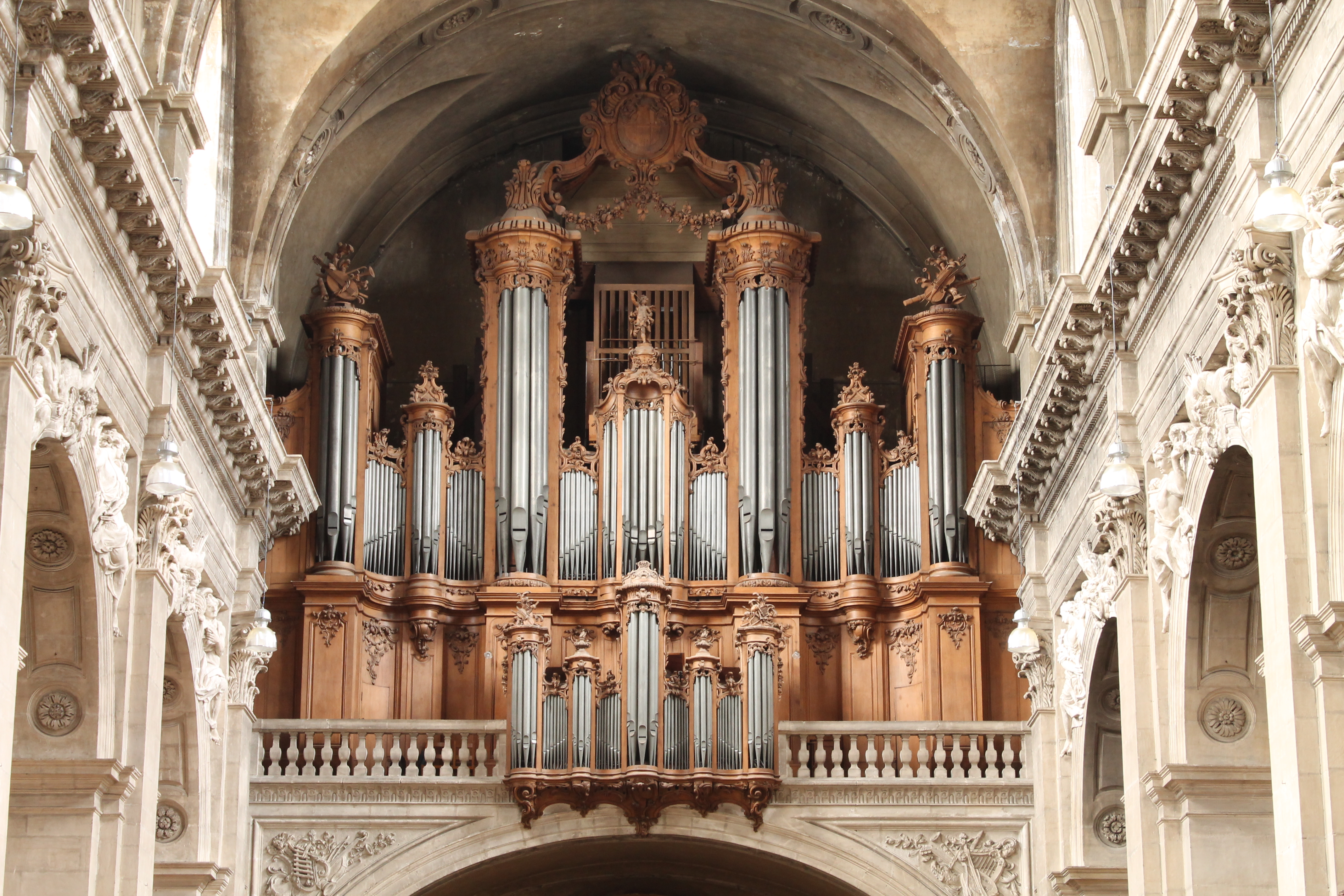
Nancy (France), Grand orgue de la cathédrale Notre-Dame de l'Annonciation, Nicolas Dupont, 1763.
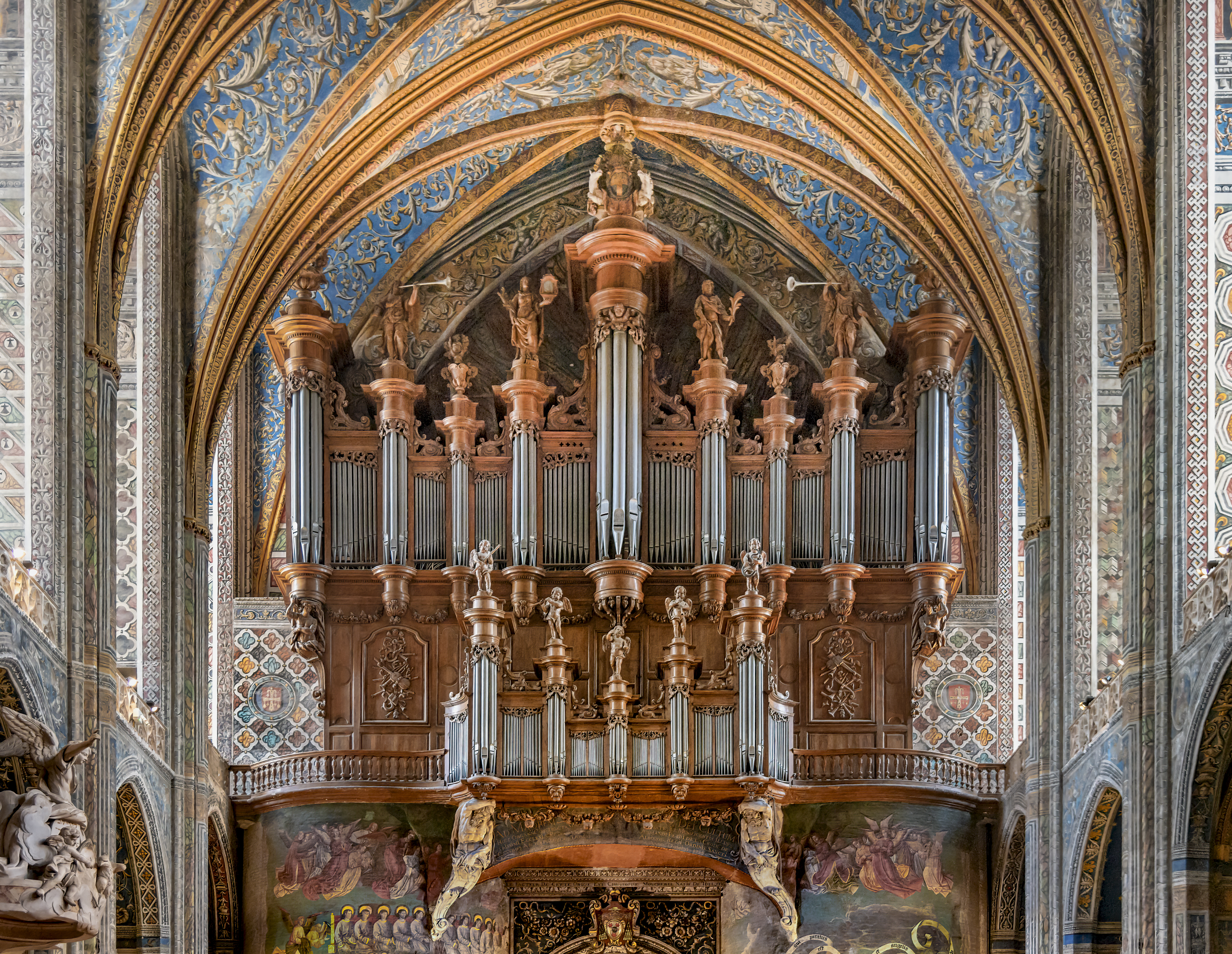
Albi (France), Cathédrale Sainte-Cécile, Christophe Moucherel.
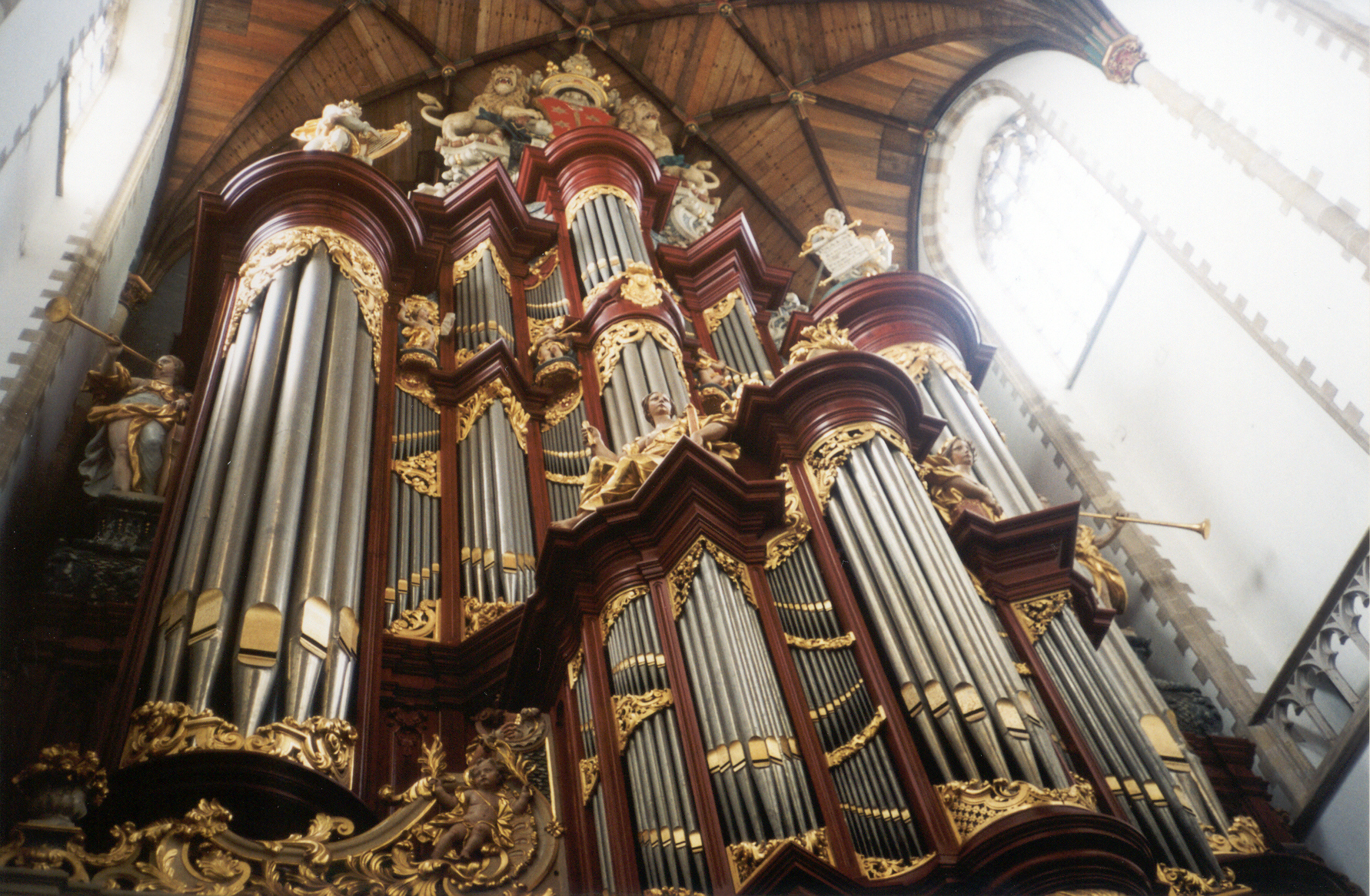
Haarlem (Pays-Bas), Cathédrale Saint-Bavon, Christian Müller, 1738.

### Buffets auXIXesiècle
Les possibilités techniques (tractions pneumatiques, postages des basses, machine barker, alimentation en vent...) permettent d'unifier le meuble. Parfois le positif disparaît ou se voit vidé de sa tuyauterie. La facture régionale tend à s'éclipser au profit d'un style plus universel, souvent néogothique.

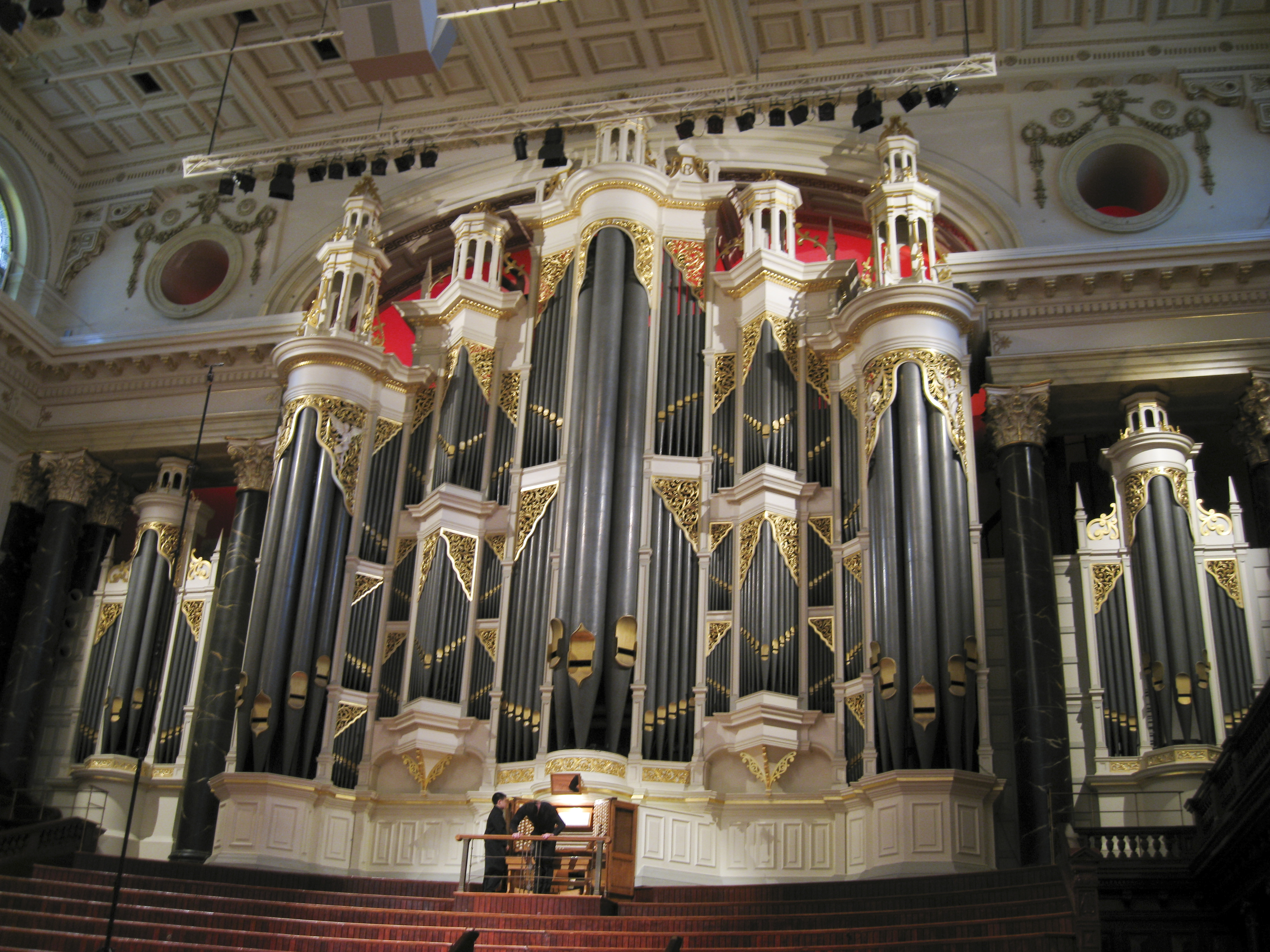
Sydney Town Hall, William Hill, 1890, Sydney, Australie.
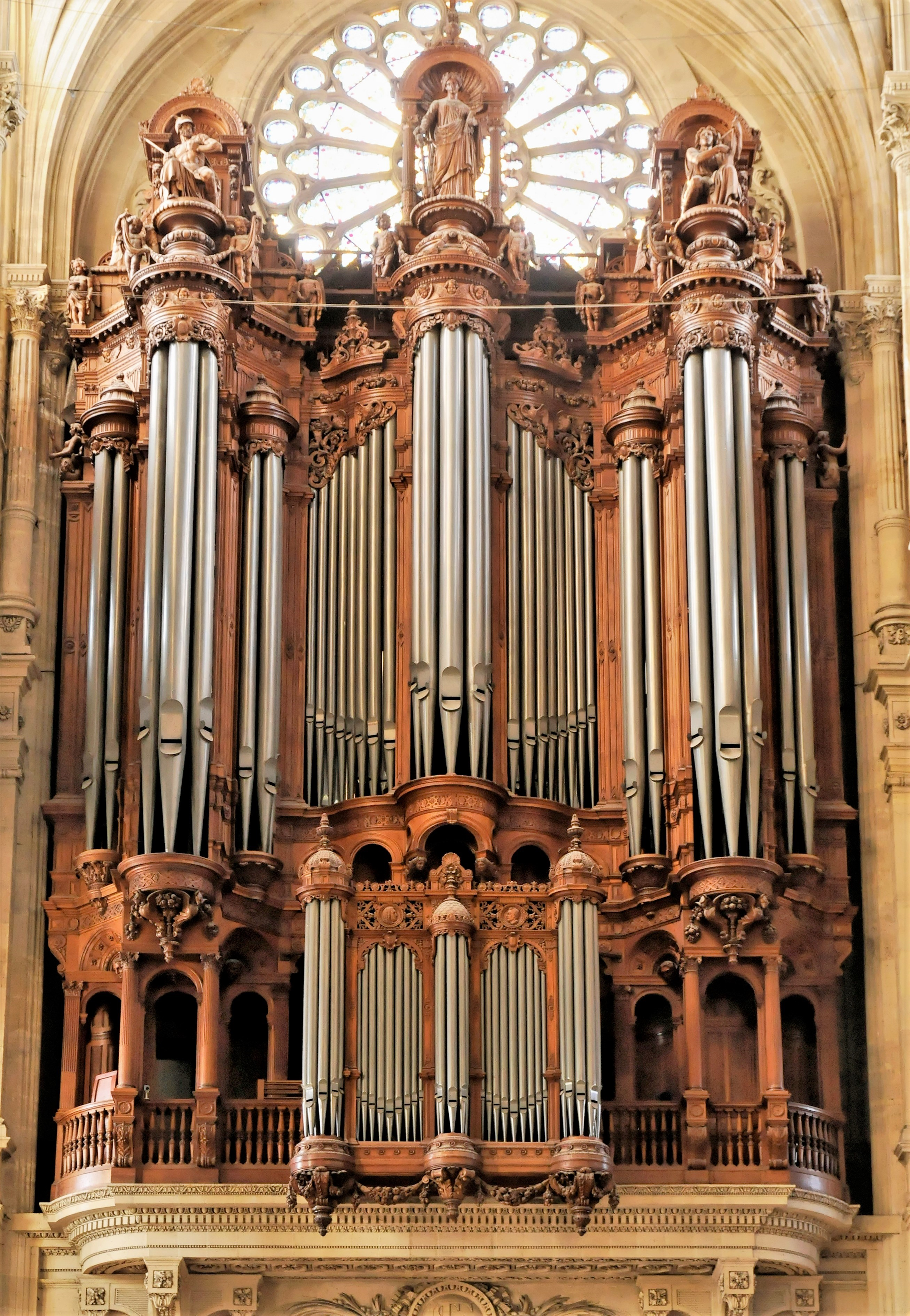
Église Saint-Eustache, 1849, Paris, France.
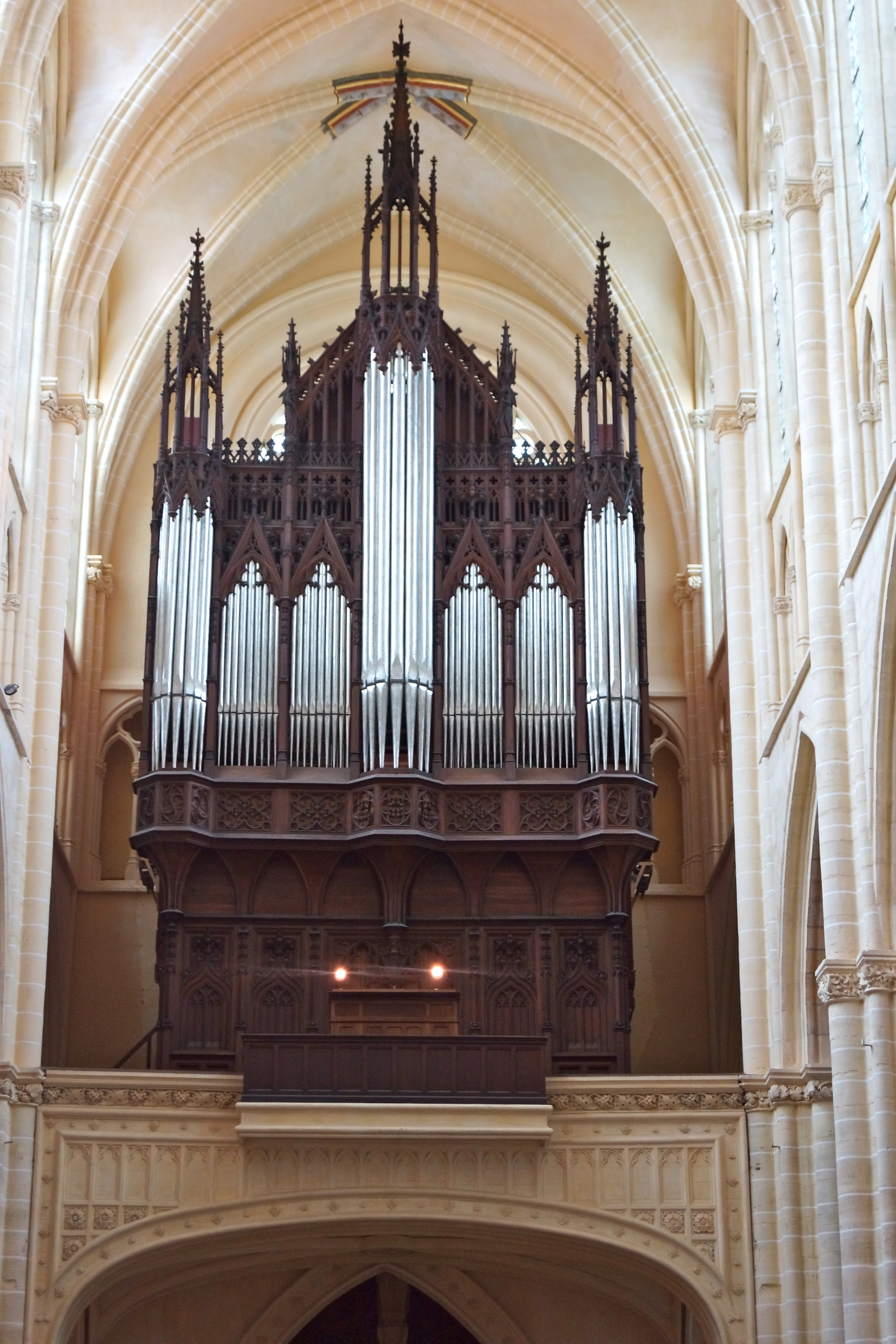
Cathédrale Saint-Étienne, 1848, Châlons-en-Champagne, France.
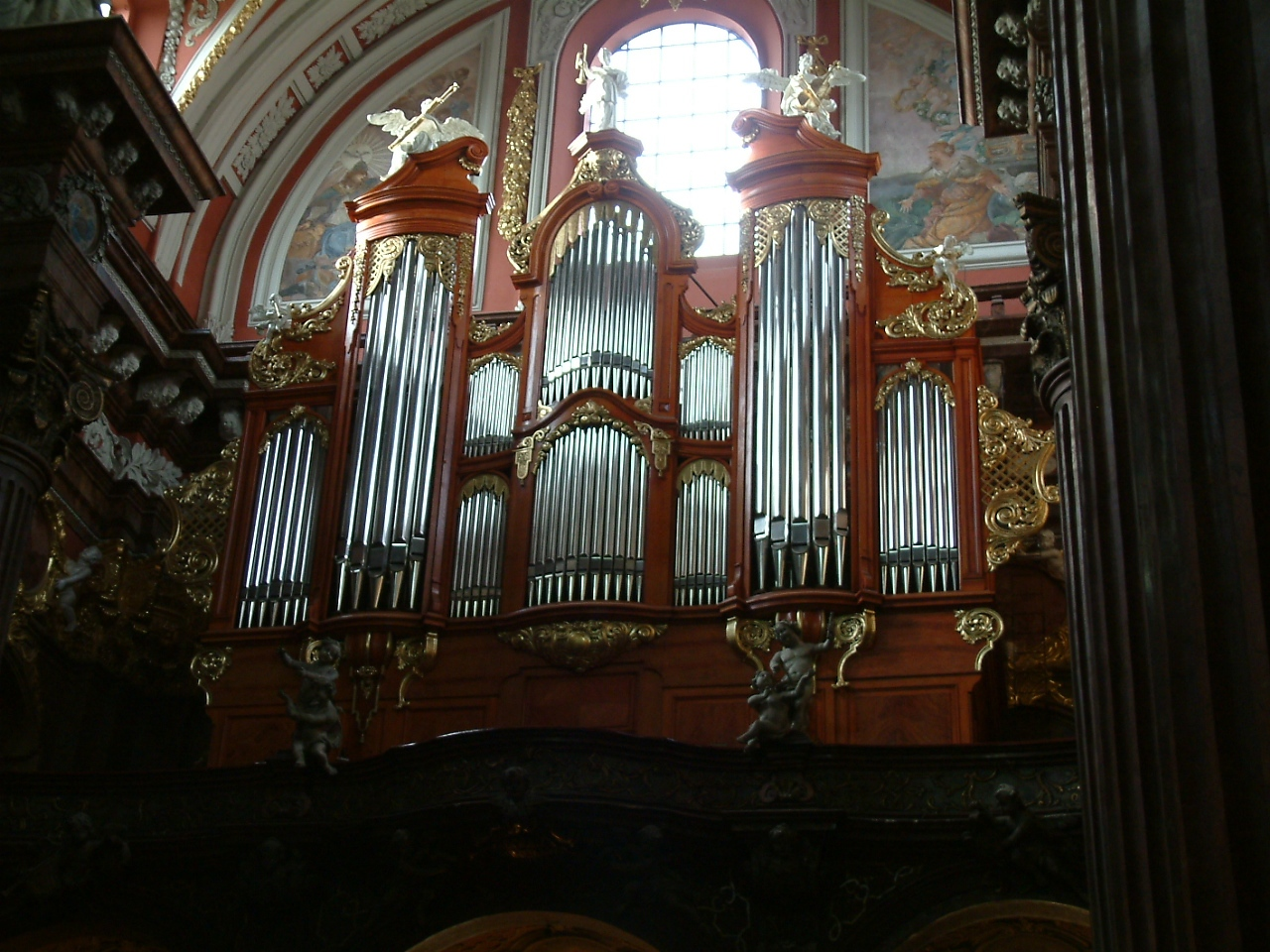
Église Saint Stanislas, Friedrich Ladegast, 1876, Poznań, Pologne.
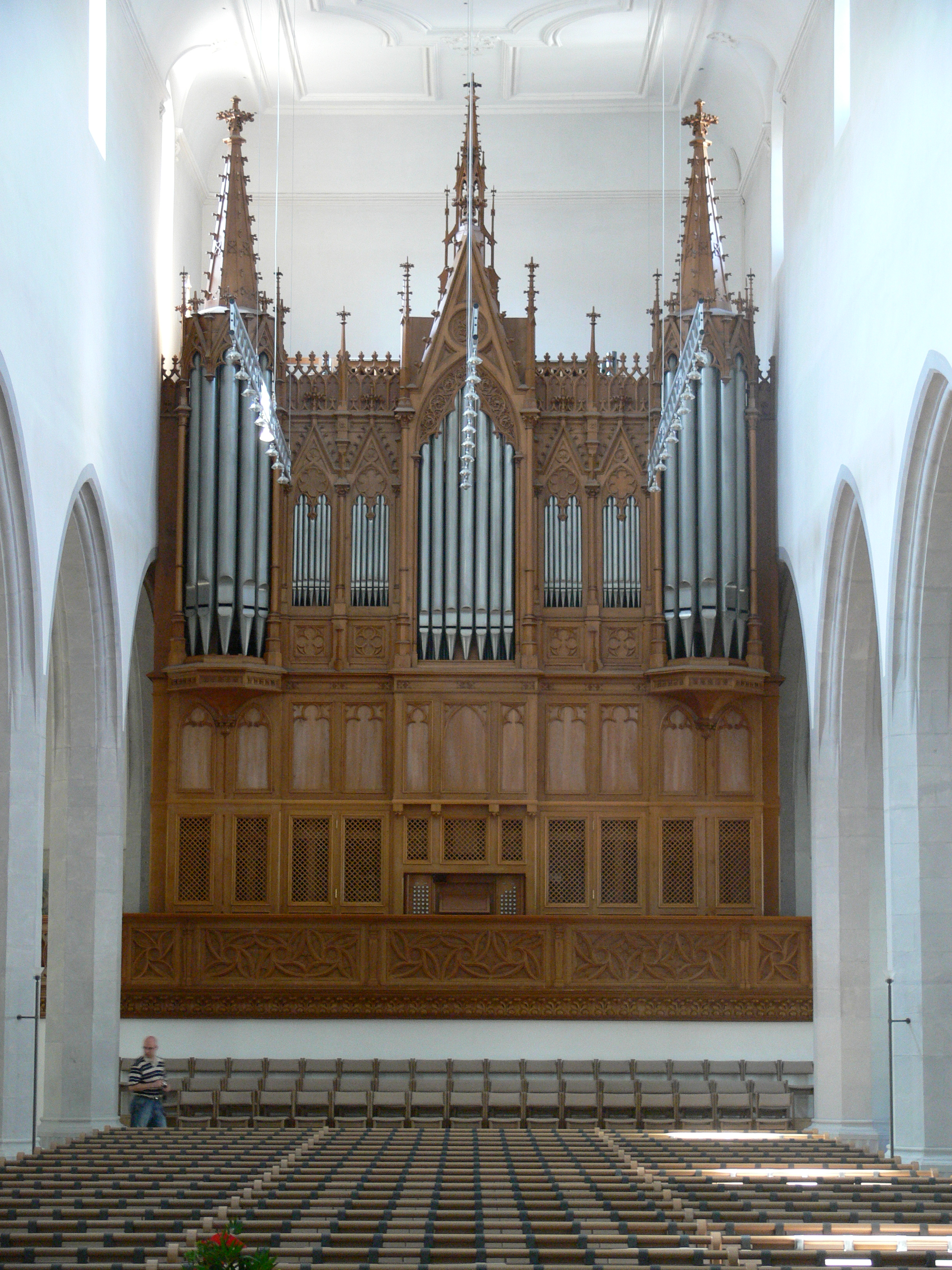
Église Saint-Jean, 1879, Schaffhouse, Suisse.

### Buffets auXXesiècle
Le buffet revient vers une certaine simplicité, durant quelques années (1930-1970 environ), il disparaît même complètement pour laisser l'aspect décoratif aux seuls tuyaux. À la fin de ce siècle, le buffet réapparaît plus dépouillé mais en reprenant souvent une architecture classique en plusieurs corps.

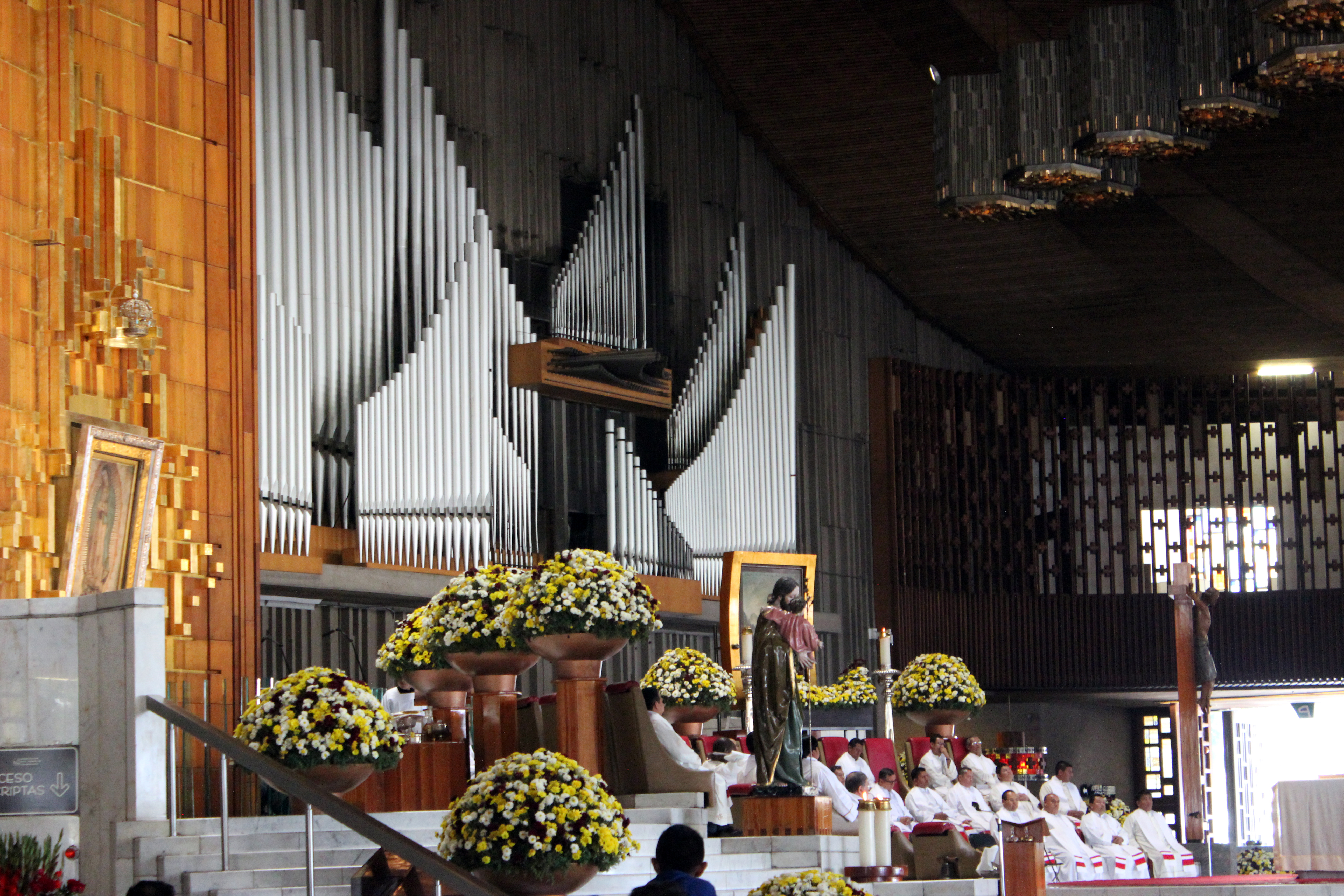
Mexico (Mexique), Basilique Notre-Dame-de-Guadalupe, Casavant Frères, 1972.
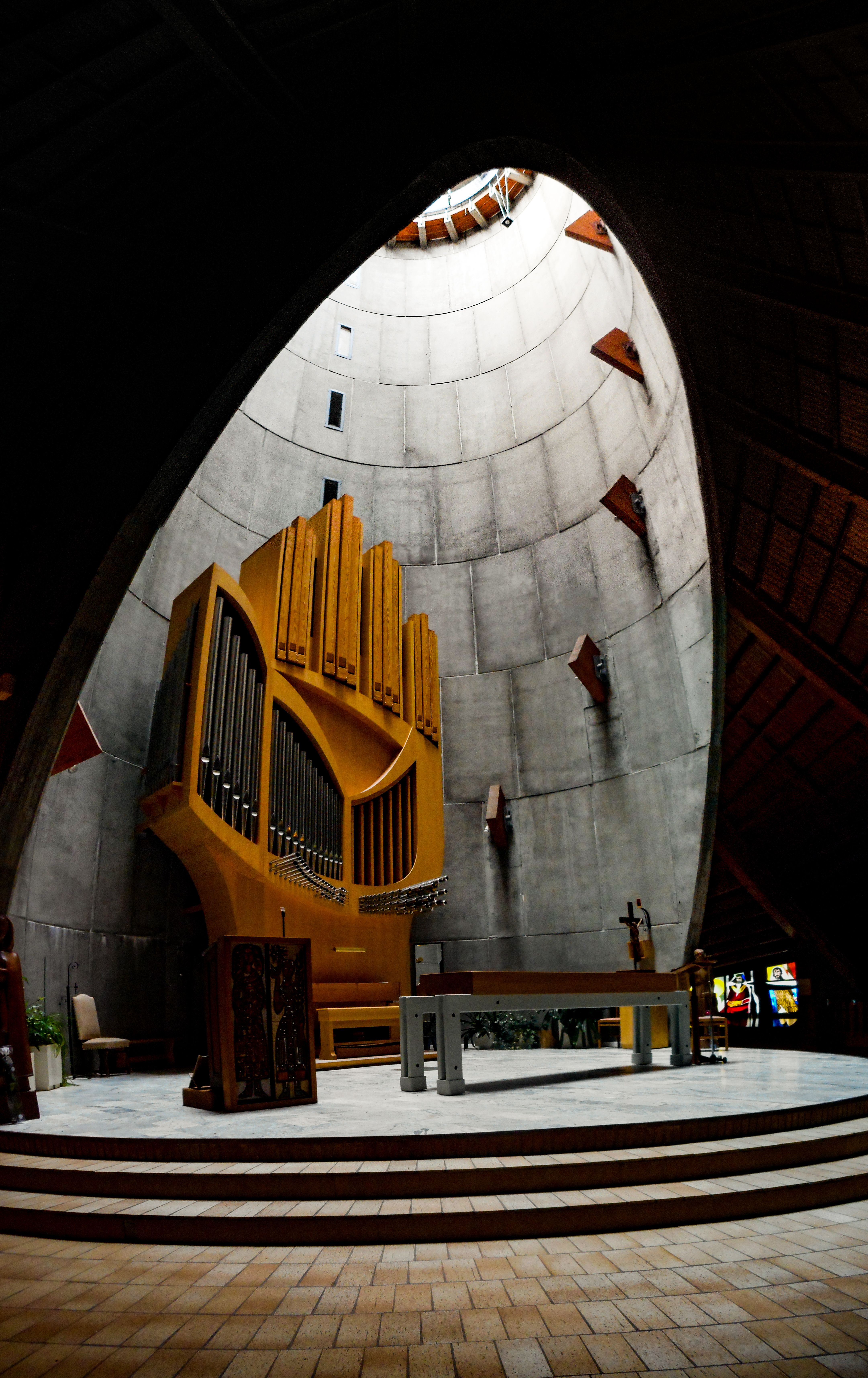
Alpe d'Huez (France), Notre-Dame-des-Neiges, Detlef Kleuker, 1978.
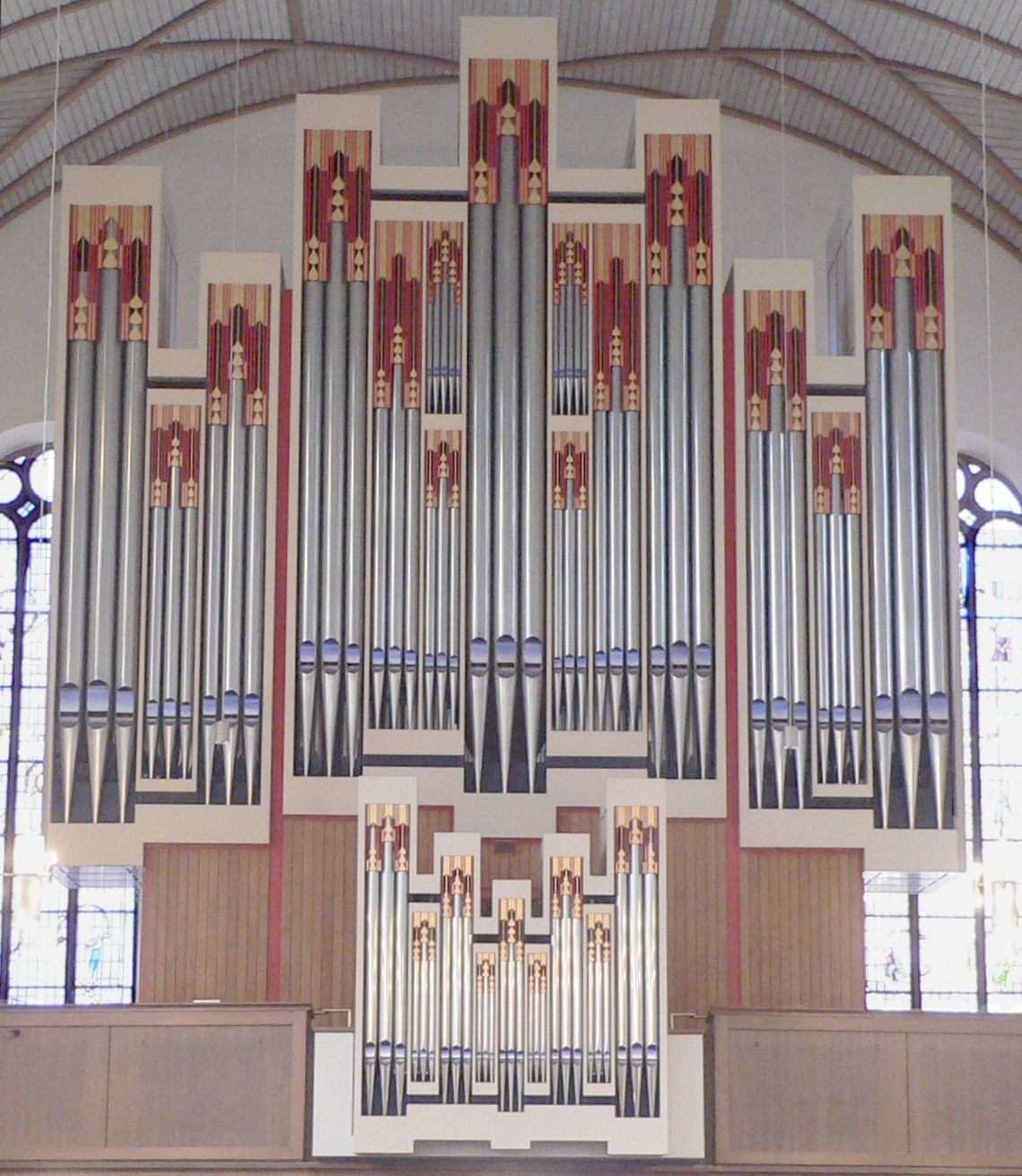
Francfort (Allemagne), Église Sainte-Catherine, Rieger, 1990.
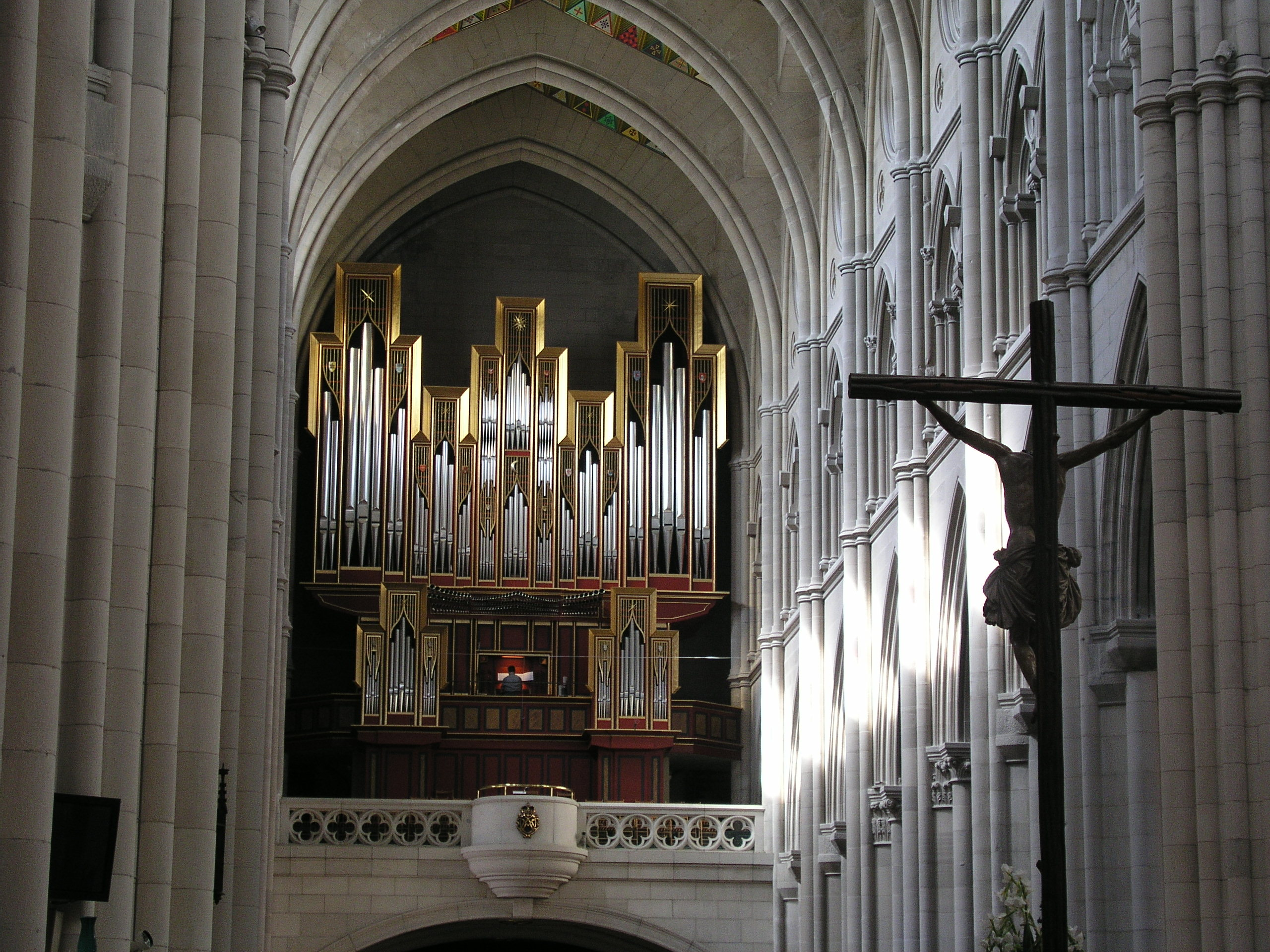
Madrid (Espagne), Cathédrale de l'Almudena, Gerhard Grenzing.
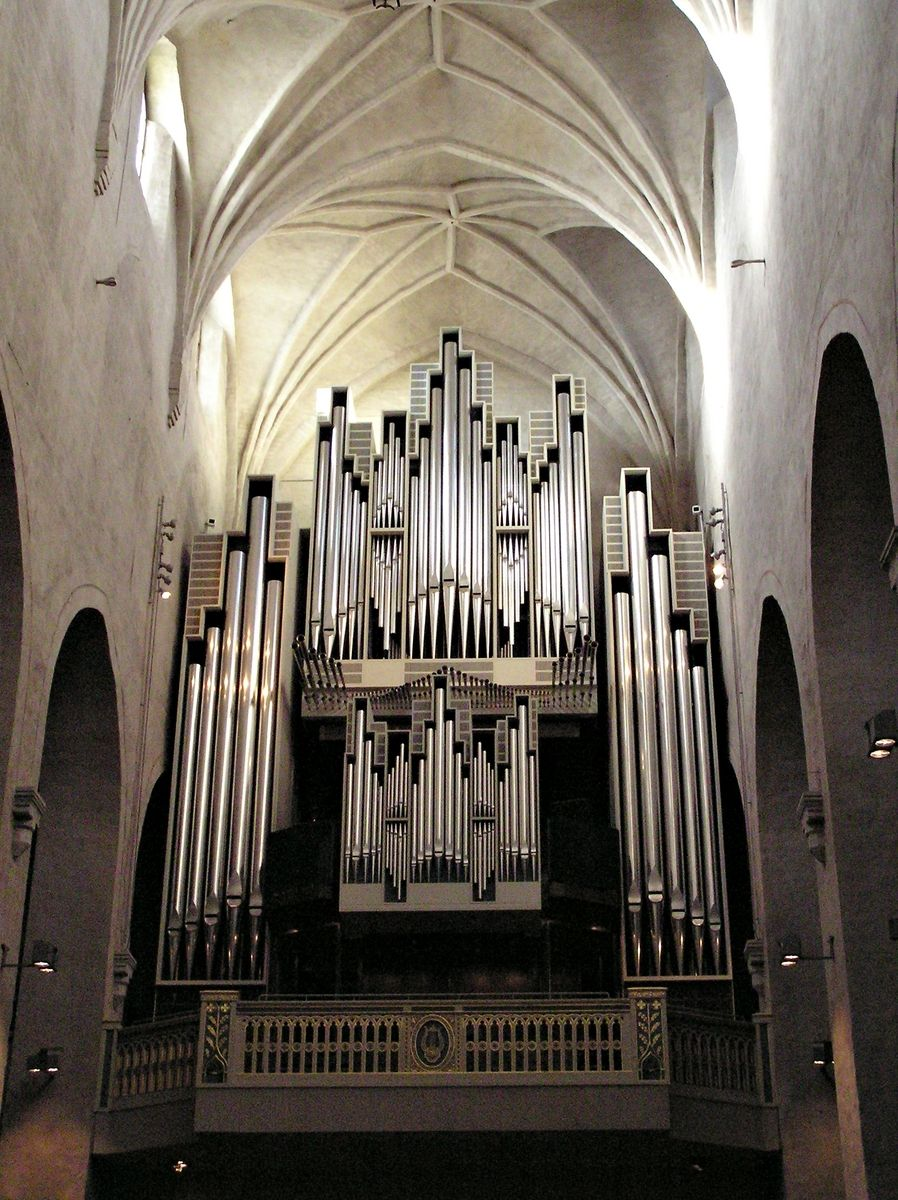
Cathédrale de Turku (Finlande).
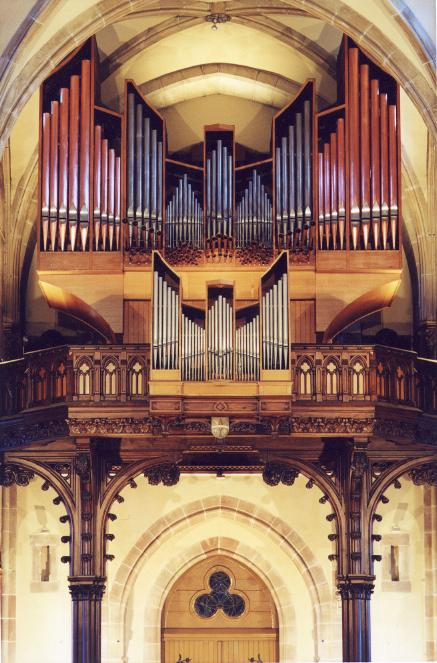
Église Saint-Rémi de Forbach (France).
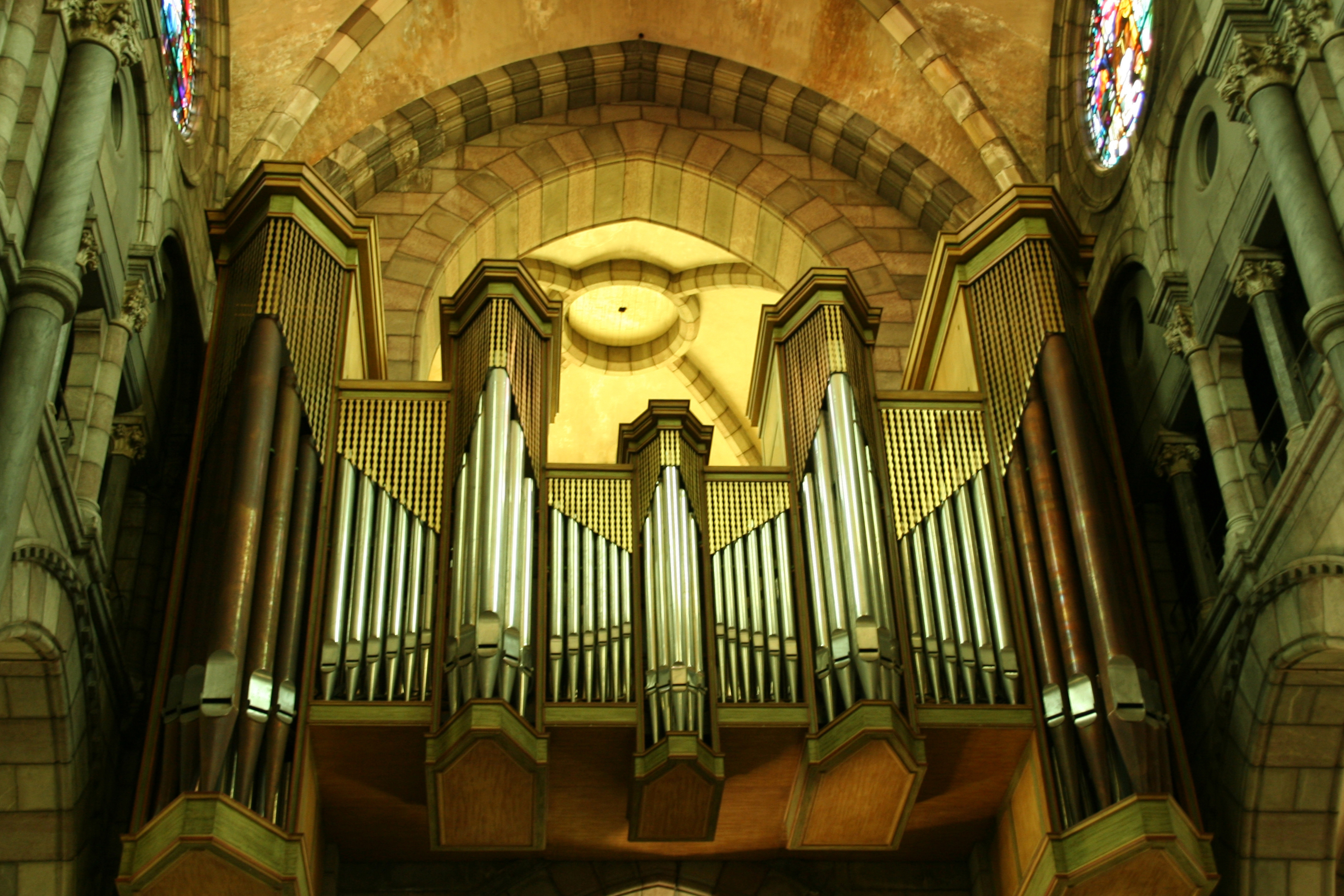
Cathédrale Notre-Dame-et-Saint-Arnoux de Gap (France).
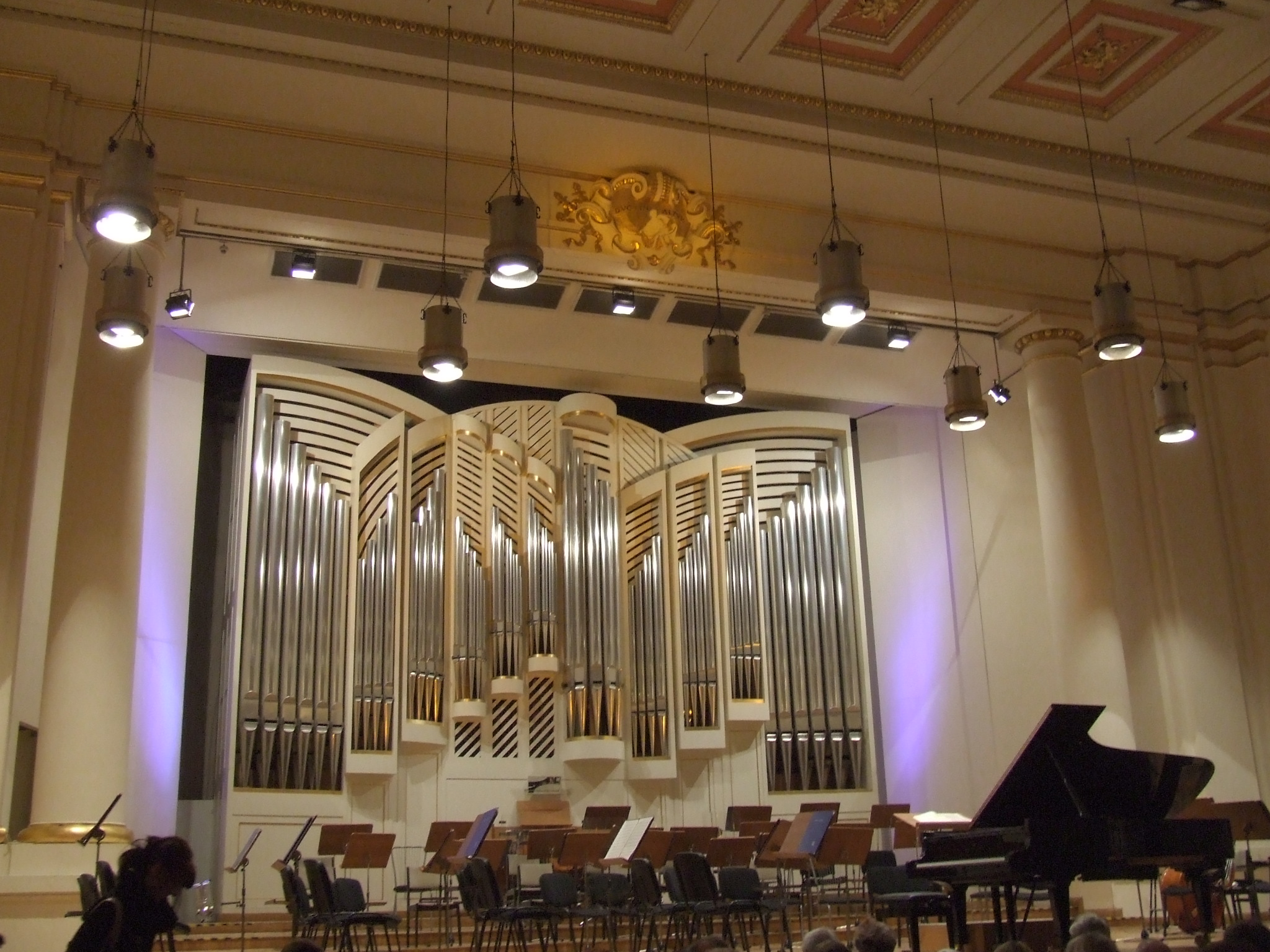
Cracovie (Pologne) Théâtre philharmonique.

### Buffets duXXIesiècle
Les progrès techniques permettent des édifications étonnantes comme l'orgue parasismique aux tuyaux courbés, ou l'orgue avec buffets modifiables de Tokyo. Un esprit classique, bien que non nécessaire du point de vue technique, est souvent conservé, le buffet servant d'interface visuelle entre l'instrument et son public.

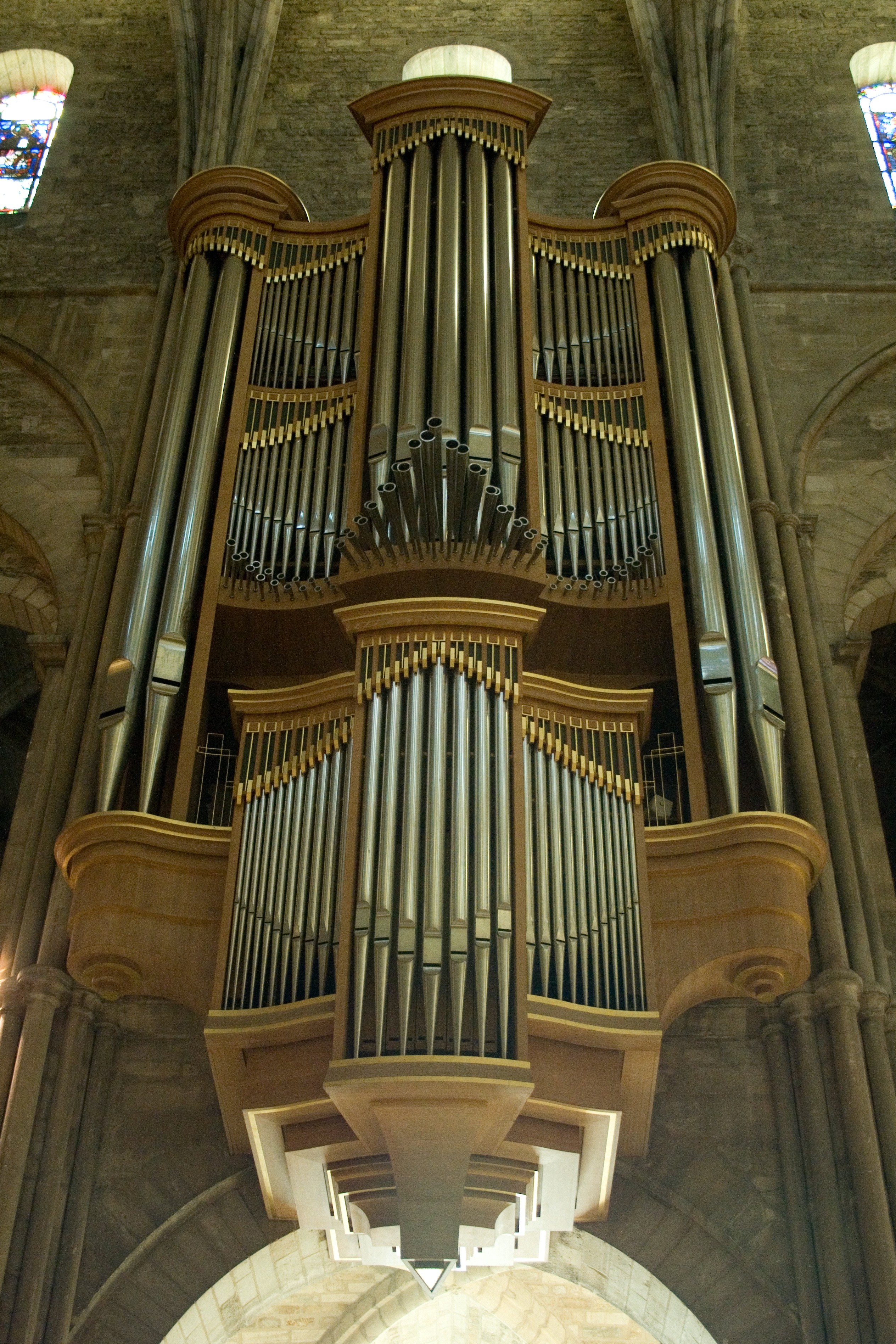
Reims (France), Basilique Saint-Remi, Bertrand Cattiaux, 2000.
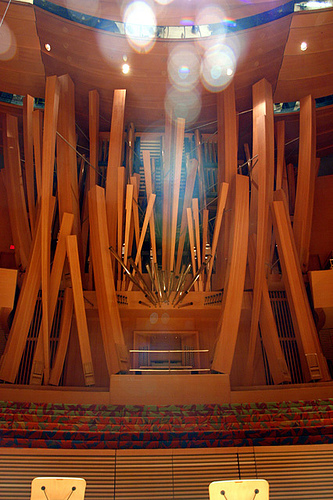
Los Angeles (Etats-Unis), Orgue parasismique du Walt Disney Concert Hall, 2004.
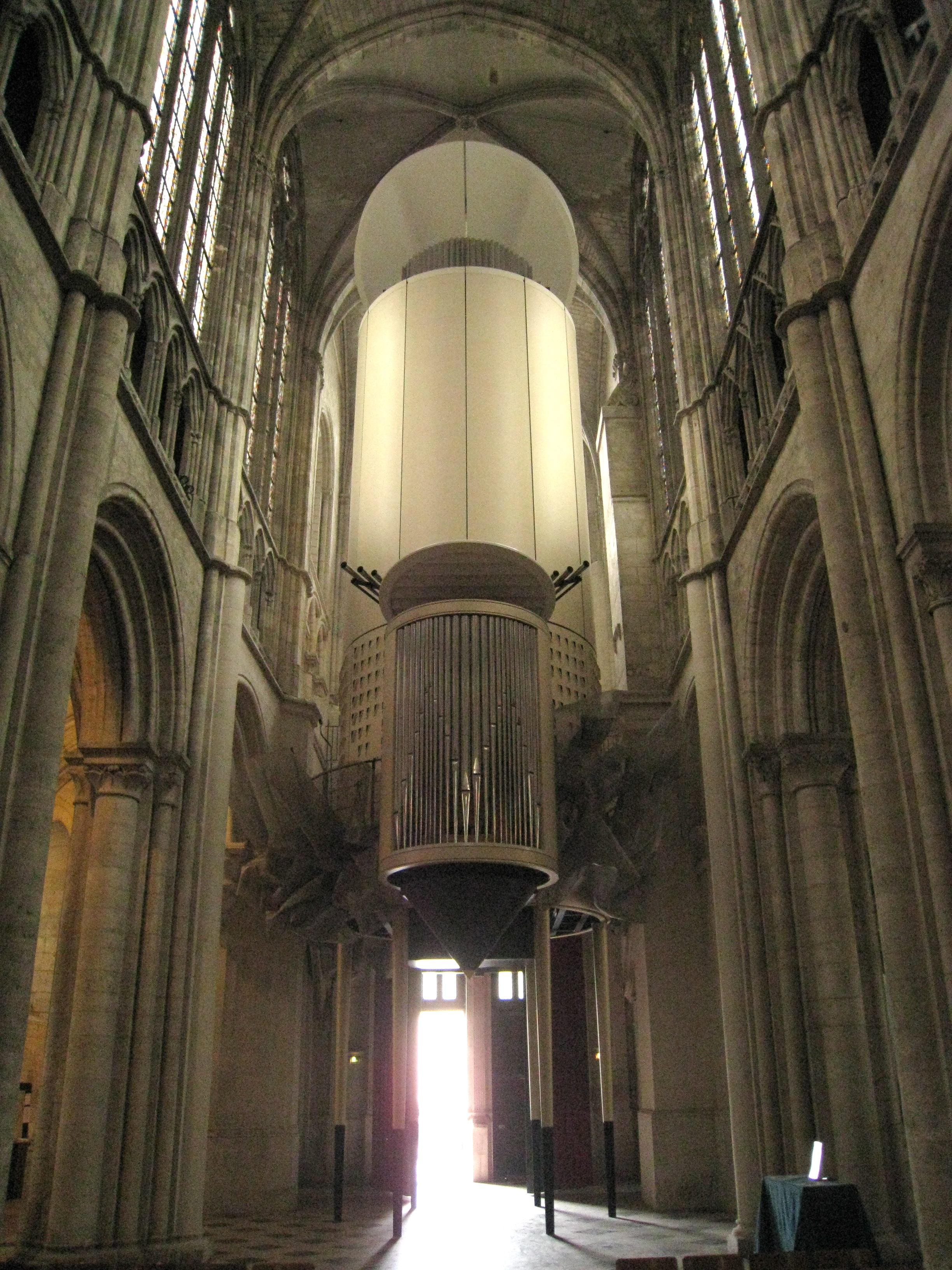
Évreux (France), Cathédrale Notre-Dame, Pascal Quoirin, 2006.
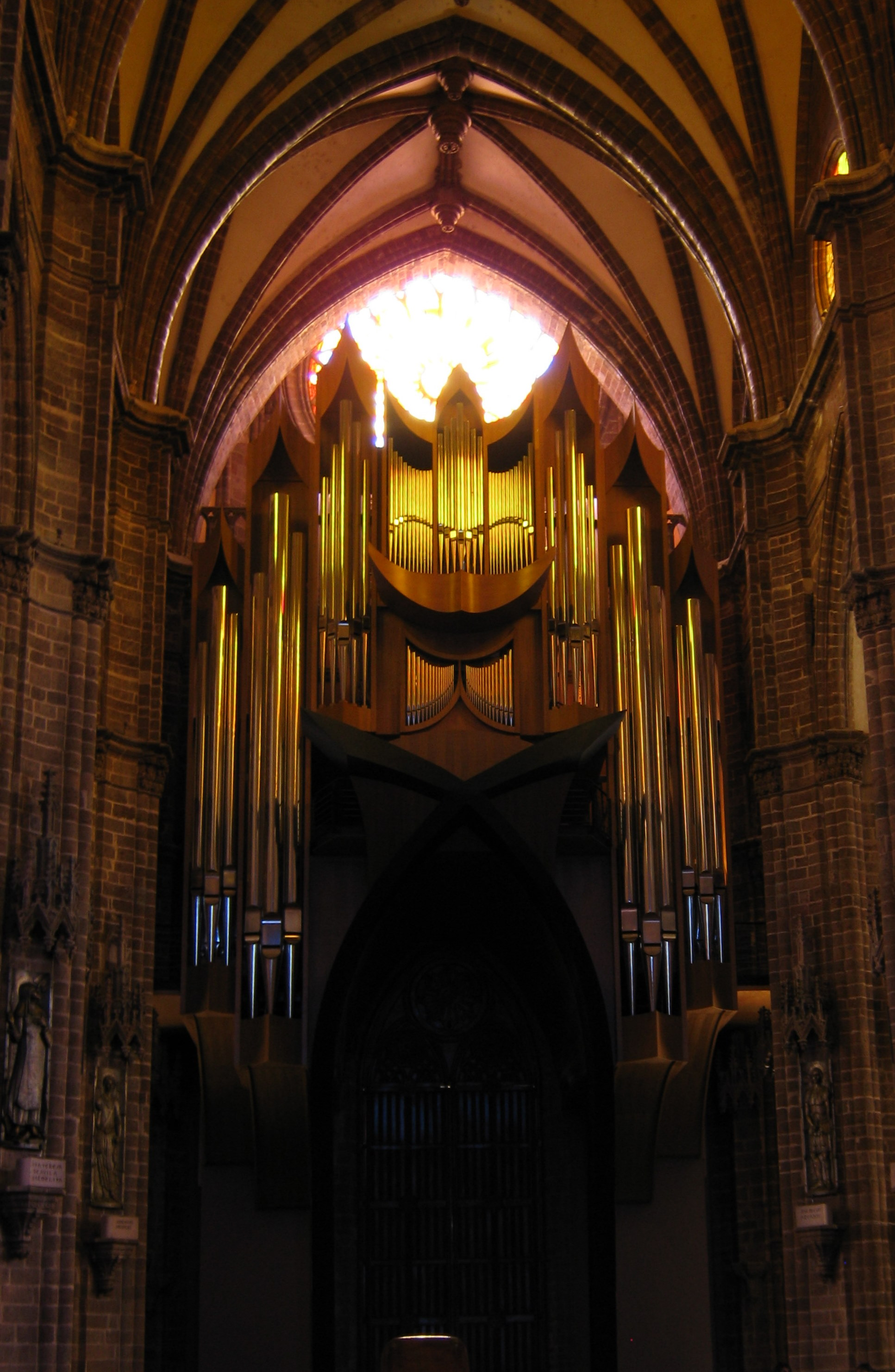
Michoacán (Mexique), sanctuaire Guadalupain à Zamora de Hidalgo, Alexander Schuke, 2008.
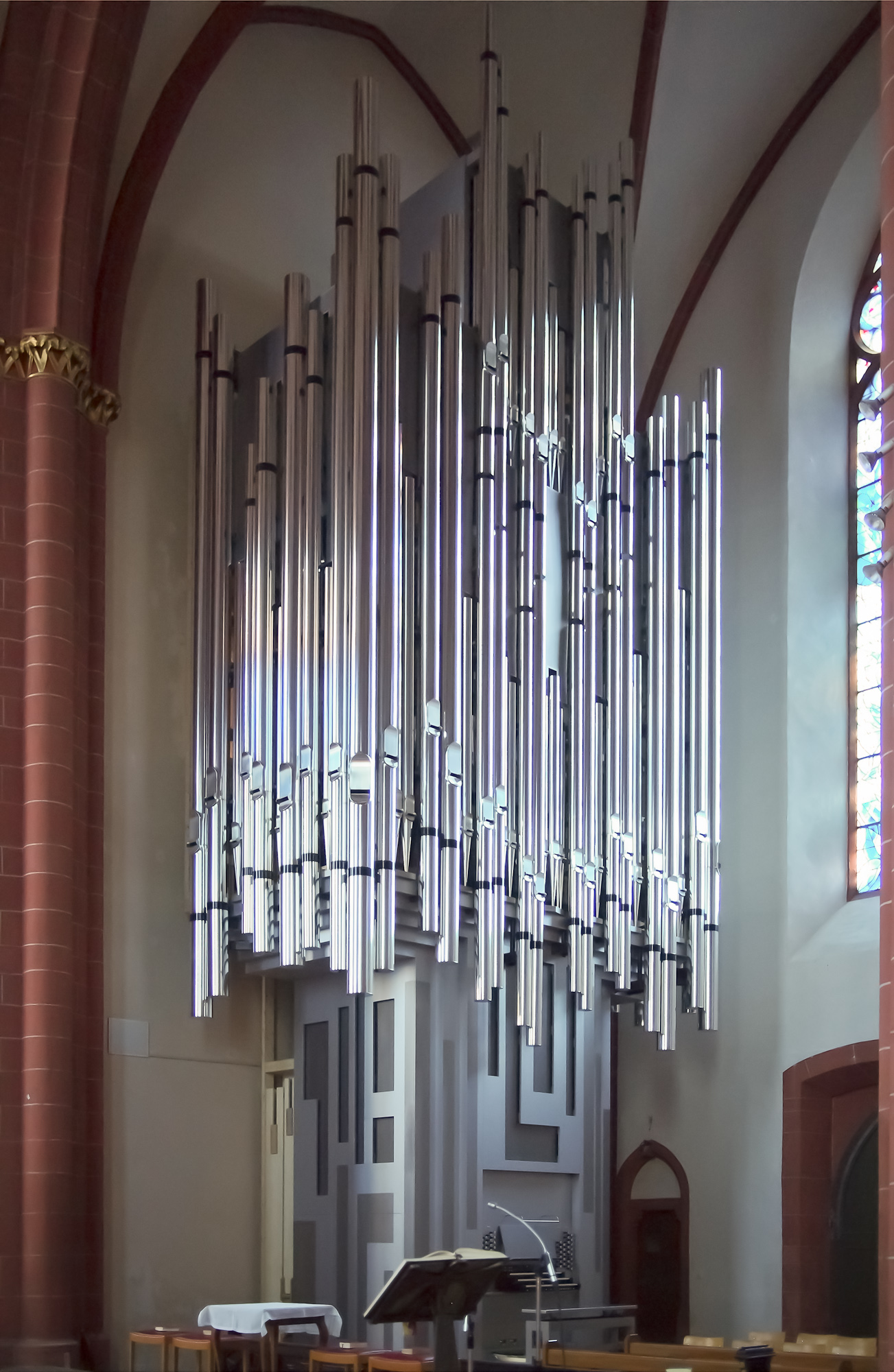
Mayence (Allemagne), Église Saint-Étienne de Mayence, Johannes Klais Orgelbau, 2012.

## Terminologie
La terminologie liée aux buffets d'orgues se retrouve dans celle utilisée pour l'architecture et l’ameublement.
Le corps est une partie unifiée d'un buffet. La façade est généralement composée de tourelles (en tiers-point, rondes ou rectangulaires) qui encadrent des plates-faces rythmées par les différents tuyaux. Ces tourelles et plates-faces reposent généralement en encorbellement sur un soubassement qu'on nomme aussi massif pour la partie antérieure cachant la mécanique et l'alimentation en vent (celle-ci prenant moins de place que la partie sonore située derrière les plates-faces). Une corniche sépare ces deux parties, avec parfois une frise et une architrave. Des cariatides ou des culs-de-lampe peuvent orner la composition.
Les tuyaux ne faisant pas la même hauteur, les parties vides au-dessus des tuyaux de façade placés en montre sont obstruées par une claire-voie composée de motifs enchevêtrés en bois, plus ou moins travaillés, laissant passer le son.

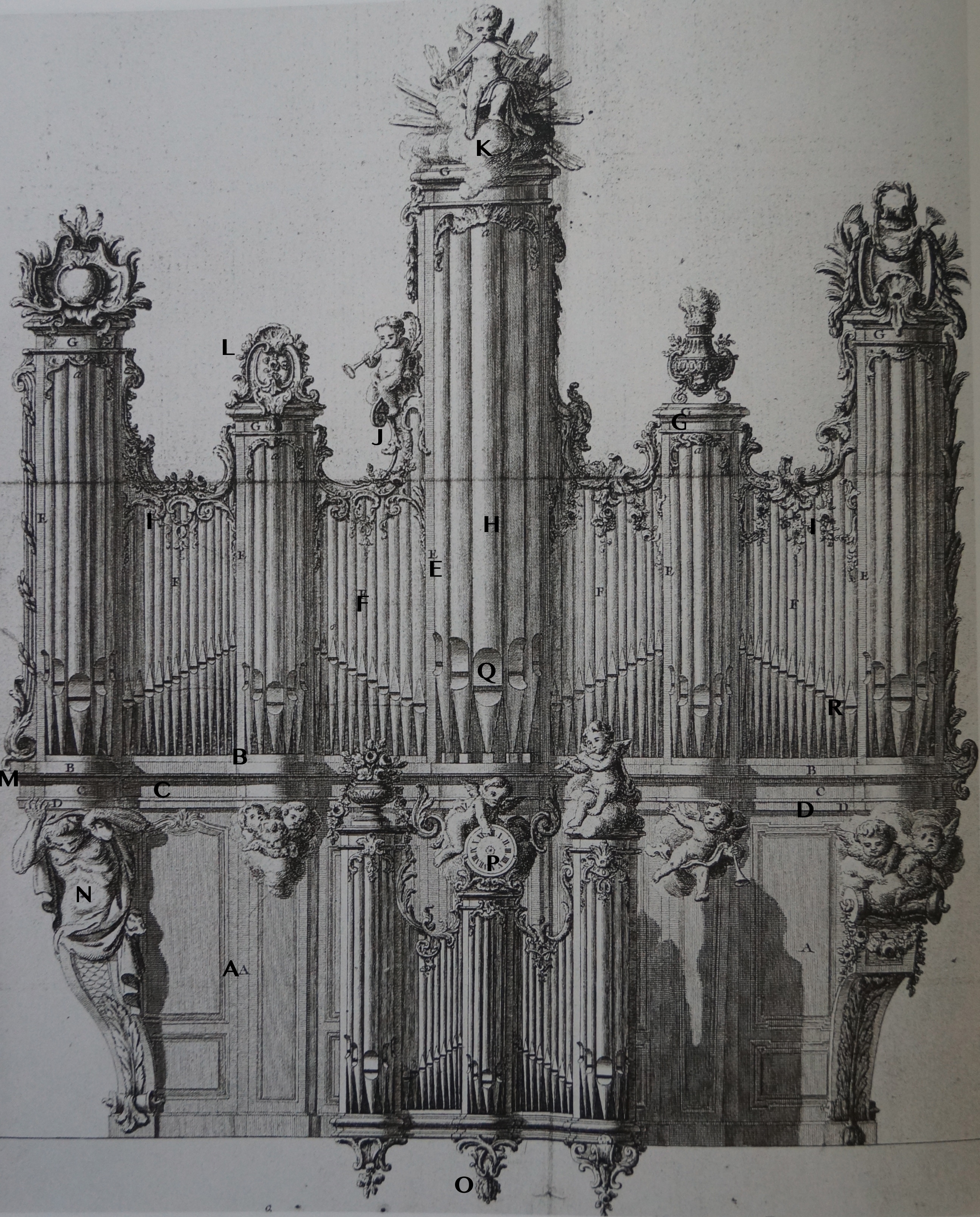
Élévation d'un buffet d'orgue d'après Dom Bedos (les lettres majuscules indiquent les éléments de la terminologie ci-contre).

Au-dessus des tourelles, on pourra retrouver un entablement avec une ornementation au goût de l'époque: armoiries, angelots, croix, horloge ou autre motif décoratif en guise de couronnement.
A- Massif

B- Corniche

C- Frise

D- Architrave

E- Pilastre

F- Plate-face

G- Entablement

H- Tourelle

I- Claire-voie

J- Aileron

K- Couronnement du Grand Orgue

L- Fleuron armorié

M- Aile

N- Cariatide

O- Cul-de-lampe

P- Couronnement du Positif

Q- Montre avec bouche dite en écusson relevé

R- Montre avec bouche dite en ogive cintrée aplatie

#### Wikisource
- Dictionnaire raisonné de l’architecture française du XIe au XVIe siècle - Tome 2, Buffet (d’orgues) Eugène Viollet-le-Duc